# Eijsden-Margraten

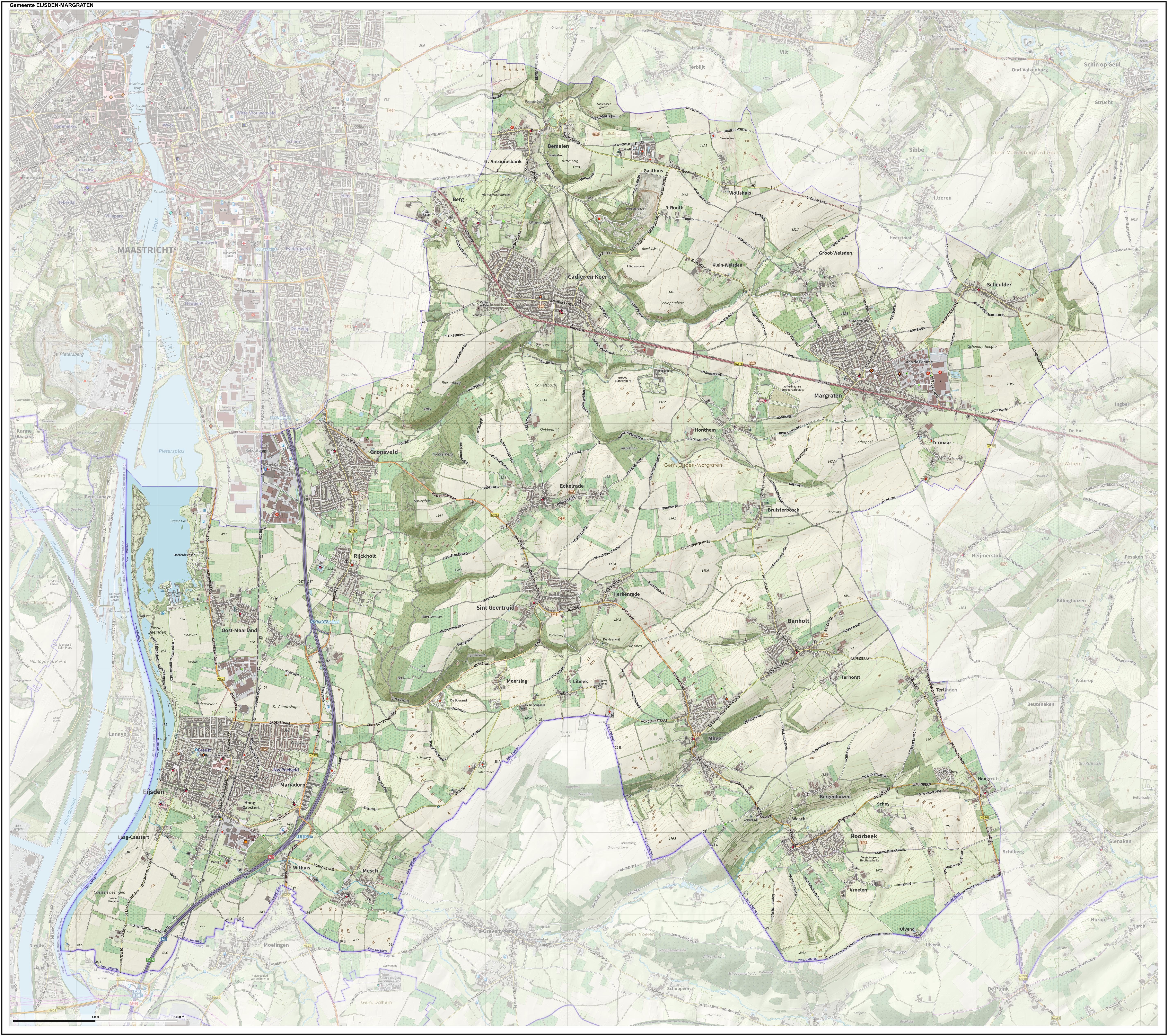
Topografische kaart van de gemeente Eijsden-Margraten

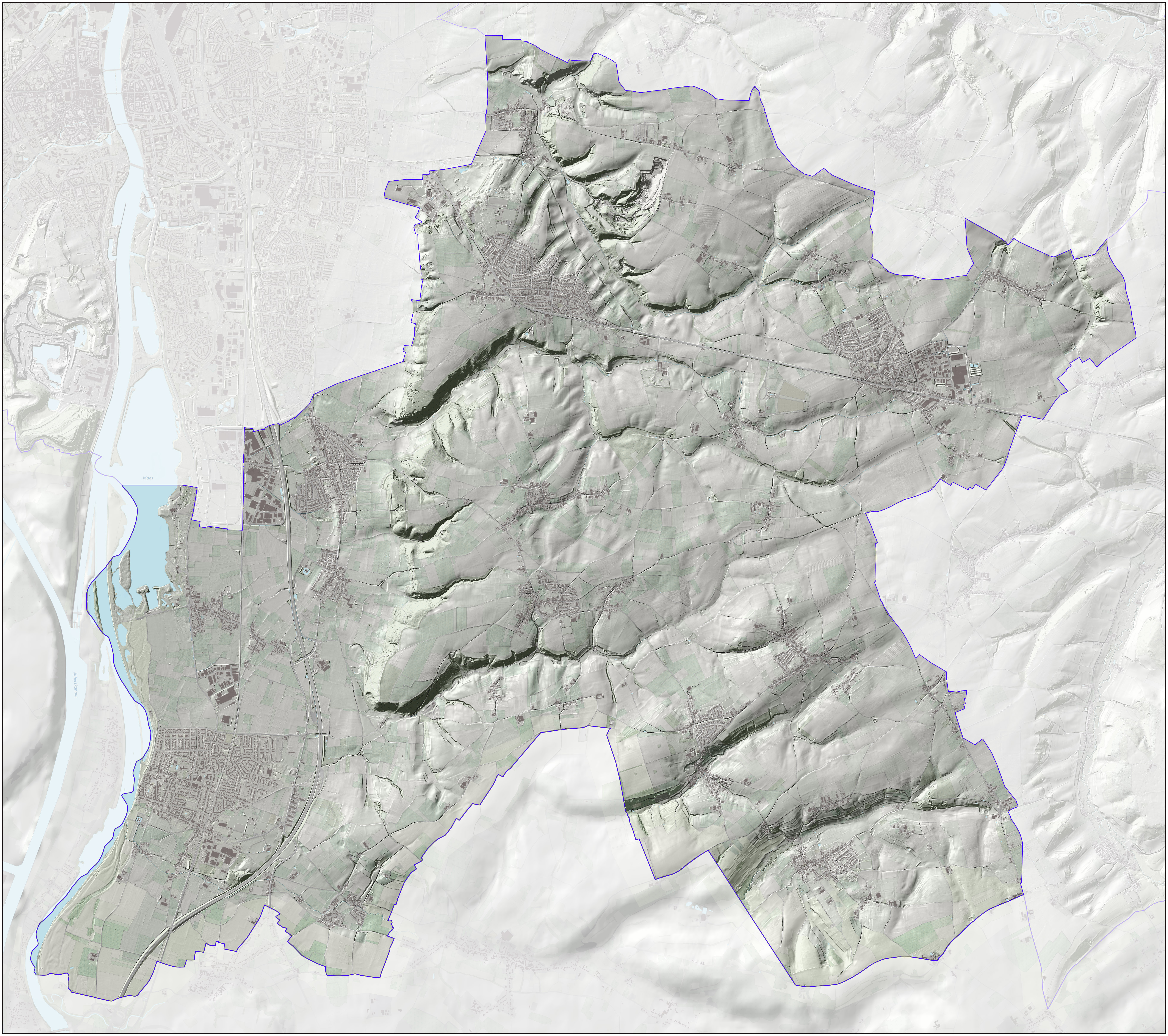
Reliëfbeeld van de gemeente Eijsden-Margraten

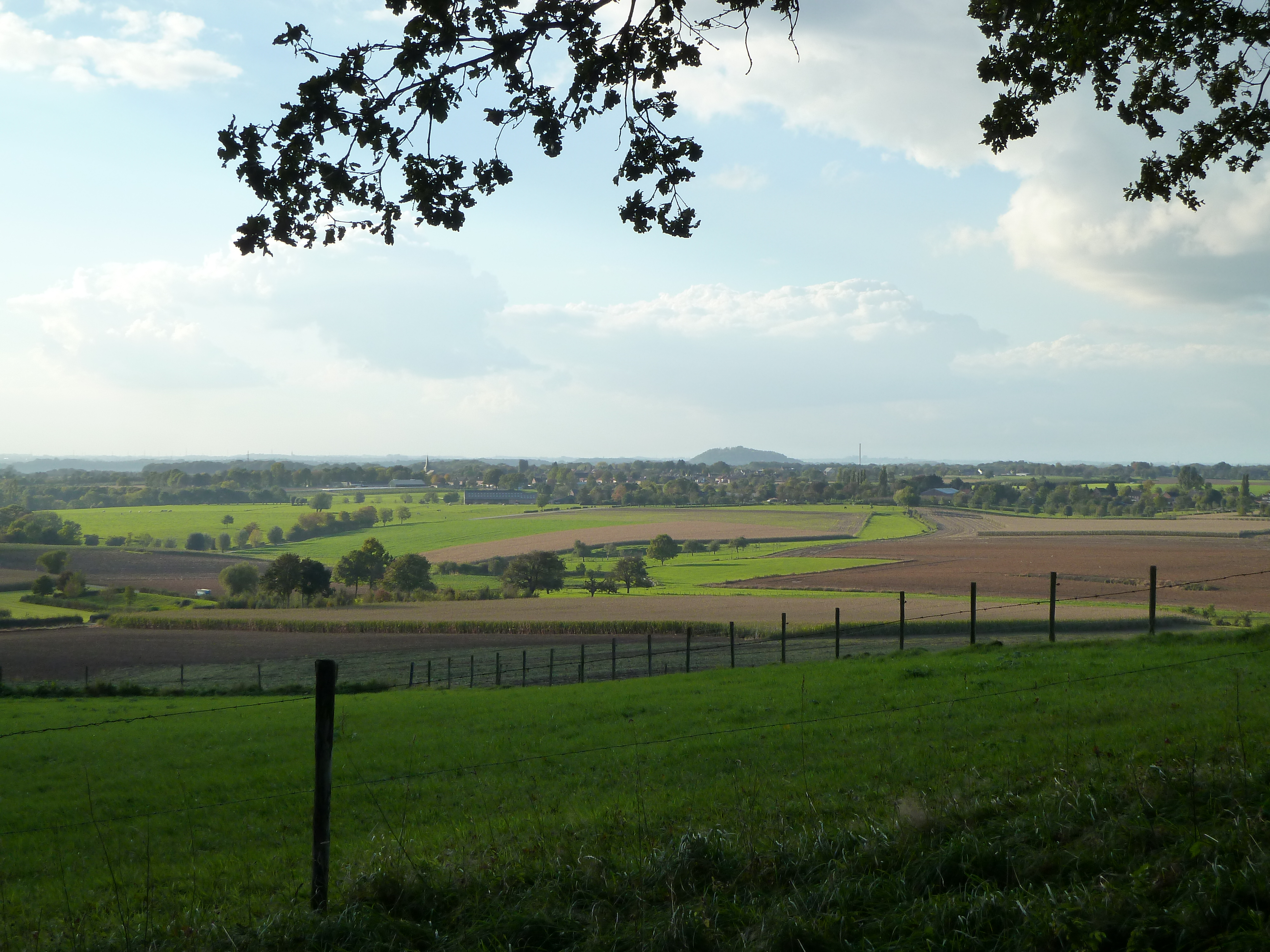
Banholt: plateaulandschap

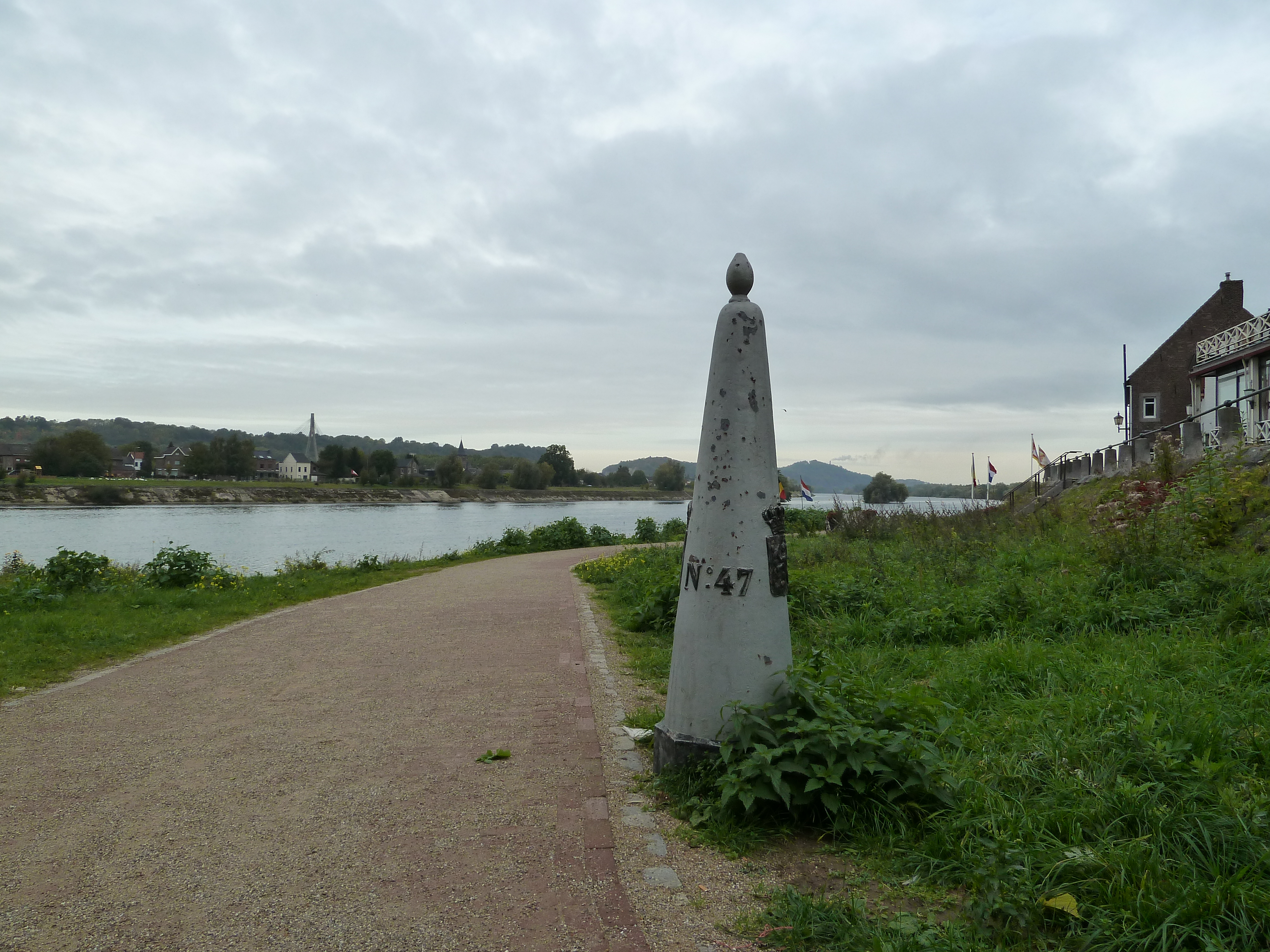
Eijsden: De Maas als grensrivier

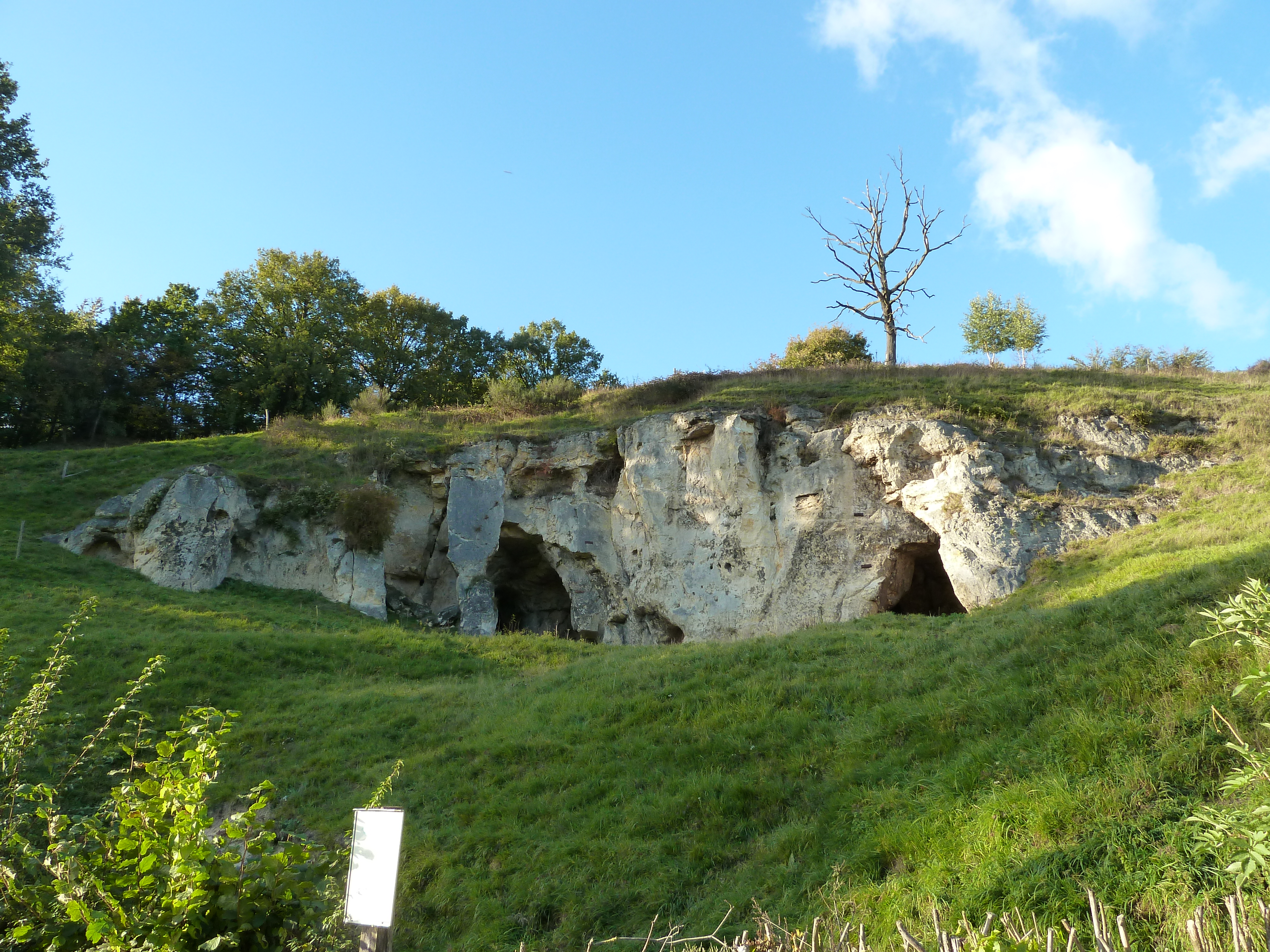
Bemelerberg: krijtformaties

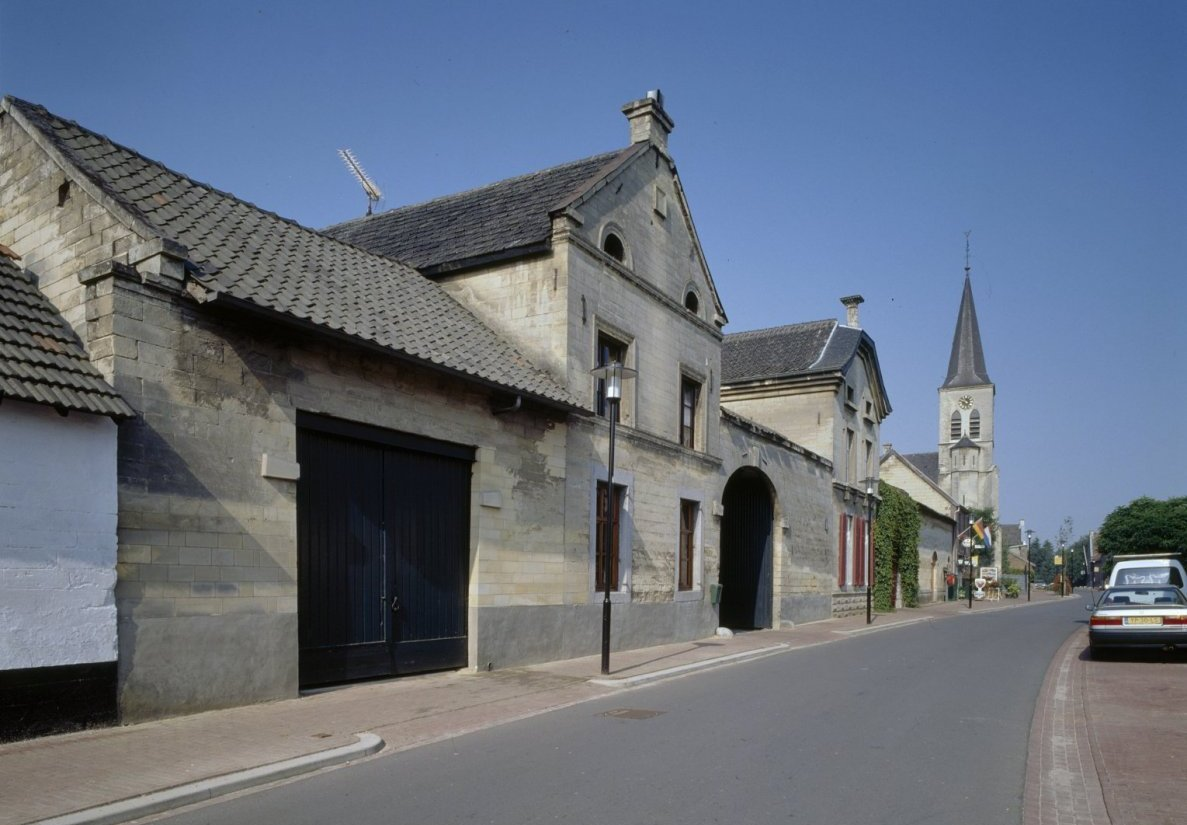
Scheulder: een typisch straatdorp met mergelstenen carréboerderijen en St-Barbarakerk

Eijsden-Margraten is een gemeente in het zuiden van de Nederlandse provincie Limburg. De overwegend landelijk gelegen gemeente heeft per 1 januari 2024 een inwoneraantal van 26.034 (bron: CBS) op een oppervlakte van 77,4 km².

## Geografie

### Topografie
Eijsden-Margraten maakt deel uit van het Zuid-Limburgse Heuvelland. Het oostelijk deel van de gemeente hoort landschappelijk tevens bij het Mergelland; het westelijk deel bij het Maasdal. In het Maasdal liggen onder andere de dorpen Eijsden, Oost-Maarland en Gronsveld. Bij Eijsden stroomt de rivier de Maas Nederland binnen. Iets verderop mondt het overwegend op Belgisch grondgebied stromende riviertje de Voer uit in de Maas.
De meeste overige kernen liggen op het plateau van Margraten. Aan de randen van dit plateau bevinden zich enkele vrij steile hellingen, zoals de Bemelerberg, de Antoniusbank, de Keerderberg, de Heiweg, de Schelberg en de Wolfsberg.
De gemeente Eijsden-Margraten telt vijftien woonkernen. Naast deze grotere dorpen bestaat de gemeente uit dertien gehuchten en dertien buurtschappen.

### Kernen
De vijftien hoofdkernen op volgorde van bevolkingsaantal (aantal inwoners op 1 januari 2013) (aantal inwoners gemarkeerd met * op 1 januari 2023):

### Gehuchten
De dertien gehuchten zijn:

### Buurtschappen
De dertien buurtschappen zijn: Berg, Breust, Groot Welsden, Hoog-Caestert, Klein Welsden, Laag-Caestert, Schilberg, Terhorst, Ulvend, Vroelen, Wesch, Withuis en Wolfshuis.

### Aangrenzende gemeenten
De gemeente Eijsden-Margraten wordt aan de zuidwestkant begrensd door de Belgische gemeente Visé (aan de overkant van de Maas), aan noordwestzijde door de gemeente Maastricht, aan de noordzijde door de gemeente Valkenburg aan de Geul, aan haar oostzijde door de gemeente Gulpen-Wittem en aan de zuidkant door de Belgische gemeente Voeren.
| Aangrenzende gemeenten | Aangrenzende gemeenten | Aangrenzende gemeenten | Aangrenzende gemeenten | Aangrenzende gemeenten |
| ---------------------- | ---------------------- | ---------------------- | ---------------------- | ---------------------- |
| Maastricht             |                        | Valkenburg aan de Geul |                        |                        |
|                        |                        |                        |                        |                        |
|                        | Gulpen-Wittem          |                        |                        |                        |
|                        |                        |                        |                        |                        |
| Wezet (B)              |                        | Voeren (B)             |                        |                        |

## Geschiedenis
Uit de aanwezigheid van de vuursteenmijnen van Rijckholt (ook elders in de gemeente aanwezig) kan worden afgeleid dat het gebied al in de prehistorie was bewoond. Sporen van Romeinse aanwezigheid zijn tamelijk zeldzaam, hoewel volgens de Heerlense archeologe Karen Jeneson ook de Zuid-Limburgse plateaus gedurende de eerste eeuwen van de christelijke jaartelling in cultuur gebracht waren. De vondst in 2012 van een nederzetting met houten huizen uit de Romeinse tijd in Eckelrade lijkt deze stelling te bevestigen. Bij Cadier en Keer is de Romeinse villa Backerbosch slechts gedeeltelijk opgegraven, maar duidelijk is dat dit een van de grootste villae rusticae van Nederland was. De Oude Akerweg in Bemelen - via het Wolfshuis doorlopend naar de Heerstraat bij Scheulder - was waarschijnlijk onderdeel van de Romeinse heerweg die van Maastricht naar Aken voerde. Ook in de Middeleeuwen was deze weg nog belangrijk, getuige de aanwezigheid van een gasthuis van het kapittel van Sint-Servaas in de buurtschap Gasthuis. De dorpen in het Maasdal dateren uit de vroege middeleeuwen en zijn ouder dan de dorpen op het plateau. Breust en Eijsden zijn hier de oudste kernen. Het Plateau van Margraten werd pas vrij laat (opnieuw) ontgonnen (12e-13e eeuw).
Het grondgebied van de huidige gemeente Eijsden-Margraten was tot 1794 een lappendeken van versnipperde territoria. Het grote aantal kastelen, met name in het Maasdal, herinnert aan de toenmalige rivaliteit. Enkele dorpen vormden min of meer zelfstandige heerlijkheden binnen het Heilige Roomse Rijk, zoals het rijksgraafschap Gronsveld, de vrije rijksheerlijkheid Breust en de heerlijkheid Wijlre, waartoe Scheulder behoorde. Het gebied Heer en Keer behoorde tot de zogenaamde Elf banken van Sint-Servaas, die bestuurd werden door het Sint-Servaaskapittel in Maastricht. In het dorp Bemelen trad een andere Maastricht kapittel, dat van Onze-Lieve-Vrouw, als wereldlijk heer op, terwijl in de buurtschap Antoniusbank de Maastrichtse Antonieten het voor het zeggen hadden. Andere delen van de gemeente Eijsden-Margraten behoorden tot het graafschap Dalhem (Mheer, Banholt, Noorbeek, Cadier en Oost-Maarland) of het land van 's-Hertogenrade (Margraten), terwijl een klein gebied deel uitmaakte van het hertogdom Limburg. Bij het Partagetraktaat van 1661 werden enkele van deze territoria nog eens gesplitst in een Staats deel en een Spaans, later Oostenrijks deel.
De komst van de Fransen maakte in 1794 een einde aan de versnippering en vanaf 1814 behoorde het gebied achtereenvolgens tot het Verenigd Koninkrijk der Nederlanden (1814-30), het Koninkrijk België (1830-39) en vanaf 1839 tot het Koninkrijk Nederland. De grotere dorpen (Eijsden, Gronsveld, Margraten, Mheer, Noorbeek, Sint Geertruid en Bemelen) vormden tot 1982 elk een aparte gemeente. Bij de herindeling van Zuid-Limburg op 1 januari 1982 werden de gemeenten Eijsden en Margraten gevormd, die op 1 januari 2011 fuseerden tot de huidige gemeente.
In 2016 kwam de gemeente met het Belgische Wezet overeen om twee stukjes grondgebied te ruilen die aan de overkant van de Maas terecht waren gekomen door een verlegging van de rivier in de jaren 1970. De schiereilanden L'Illal en Eijsden van samen 15 hectare worden Nederlands, het Nederlandse schiereilandje Petit-Gravier van 5 hectare Belgisch. De beslissing is genomen vanwege ordehandhavingsproblemen op L'Illal.

## Erfgoed, bezienswaardigheden

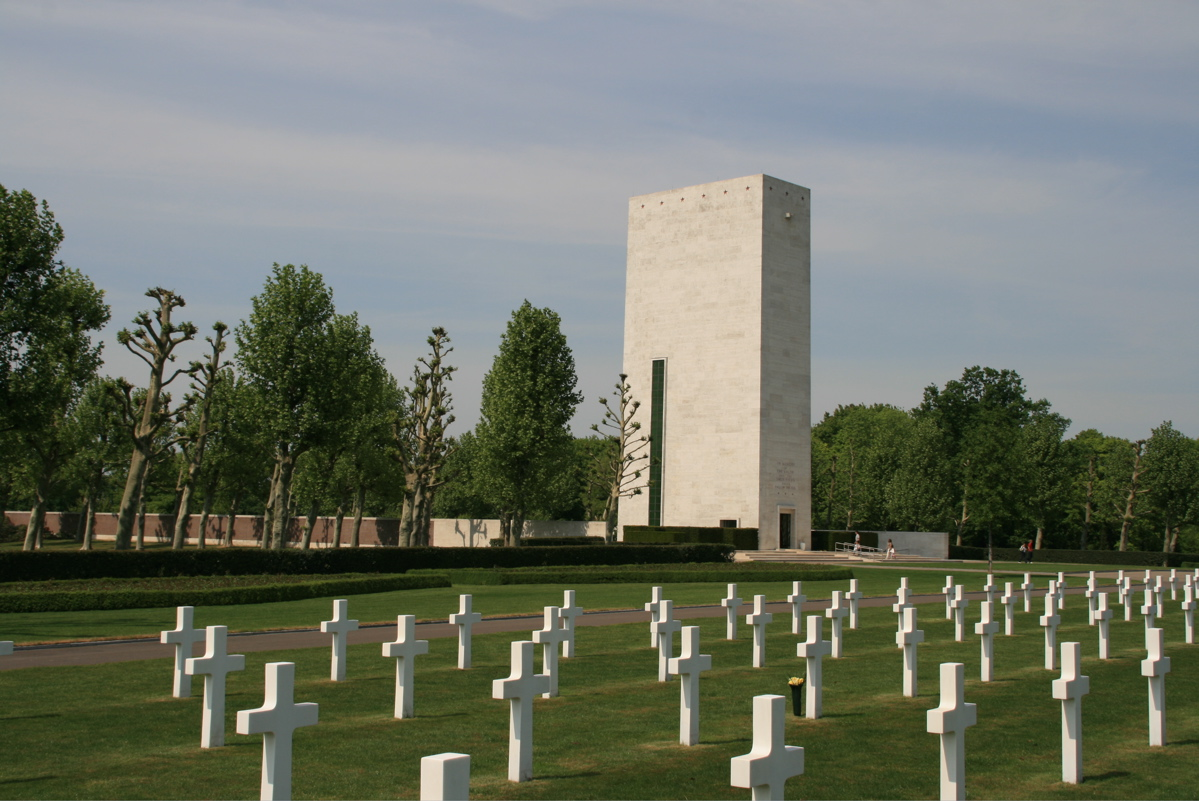
Amerikaans oorlogskerkhof, Margraten

In het Savelsbos nabij het dorp Rijckholt bevindt zich de Henkeput, een archeologisch monument, evenals de prehistorische vuursteenmijnen van Rijckholt. Bij Margraten ligt het Amerikaanse Begraafplaats Margraten, een militaire begraafplaats uit de Tweede Wereldoorlog met een indrukwekkend monument, een kleine, permanente expositie over de opmars van het Amerikaanse leger in West-Europa in 1944 en eindeloos lange rijen marmeren grafkruizen en -sterren. Daarnaast bevinden zich in de gemeente enkele oorlogsmonumenten.

### Beschermde dorpsgezichten
In de gemeente Eijsden-Margraten zijn door het Rijk vier beschermde dorpsgezichten aangewezen.
Zie :
- Rijksbeschermd gezicht Eijsden
- Rijksbeschermd gezicht Sint-Geertruid, Moerslag en Bruisterbosch
- Rijksbeschermd gezicht Noorbeek / De Wesch
- Rijksbeschermd gezicht Gasthuis

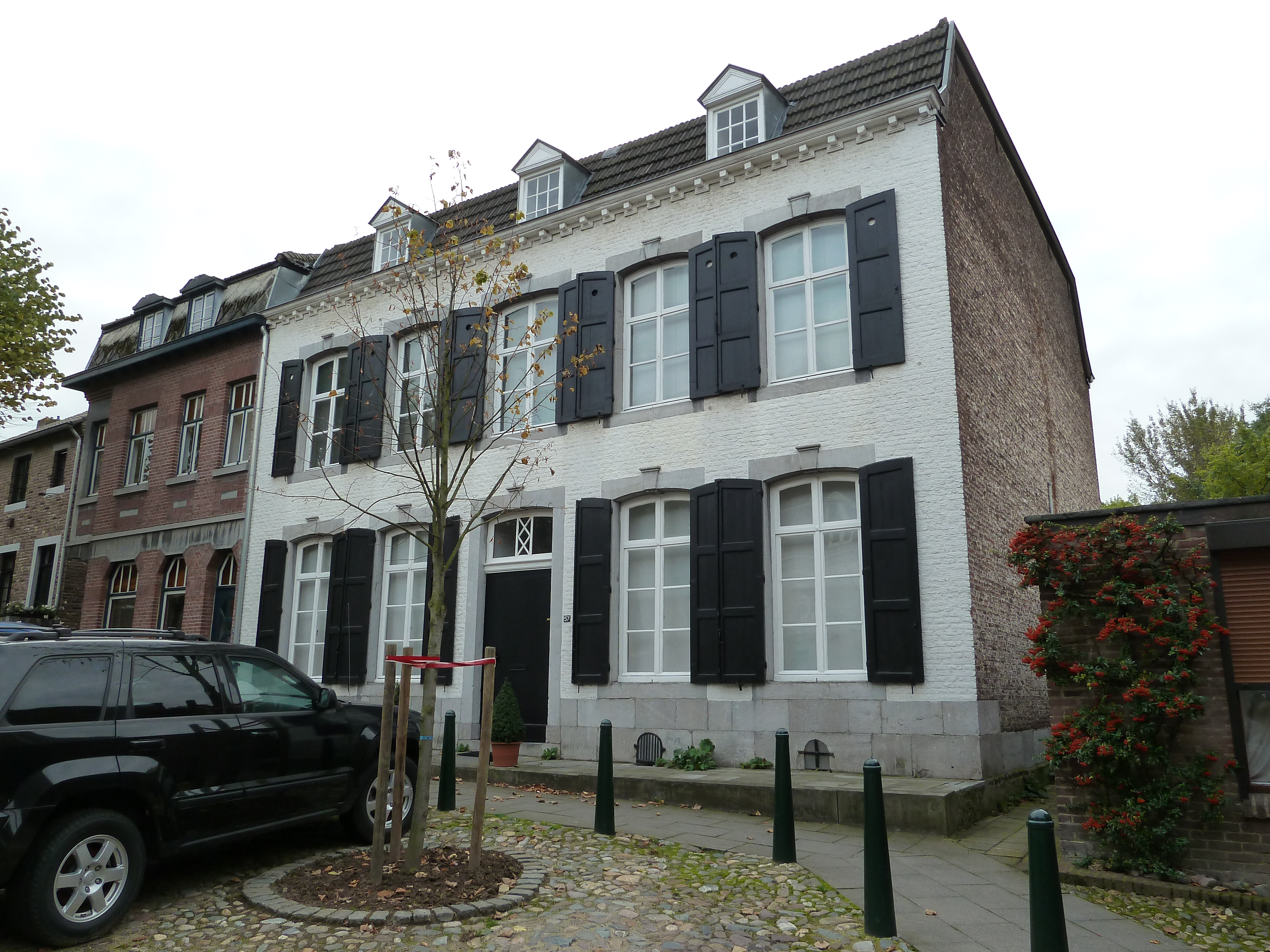
Eijsden
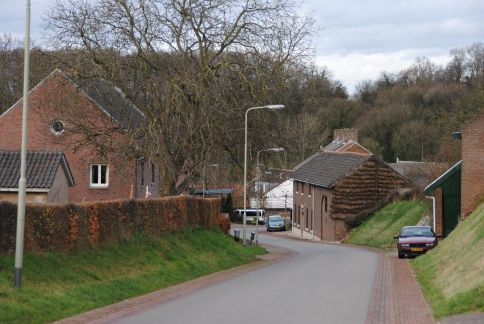
Moerslag
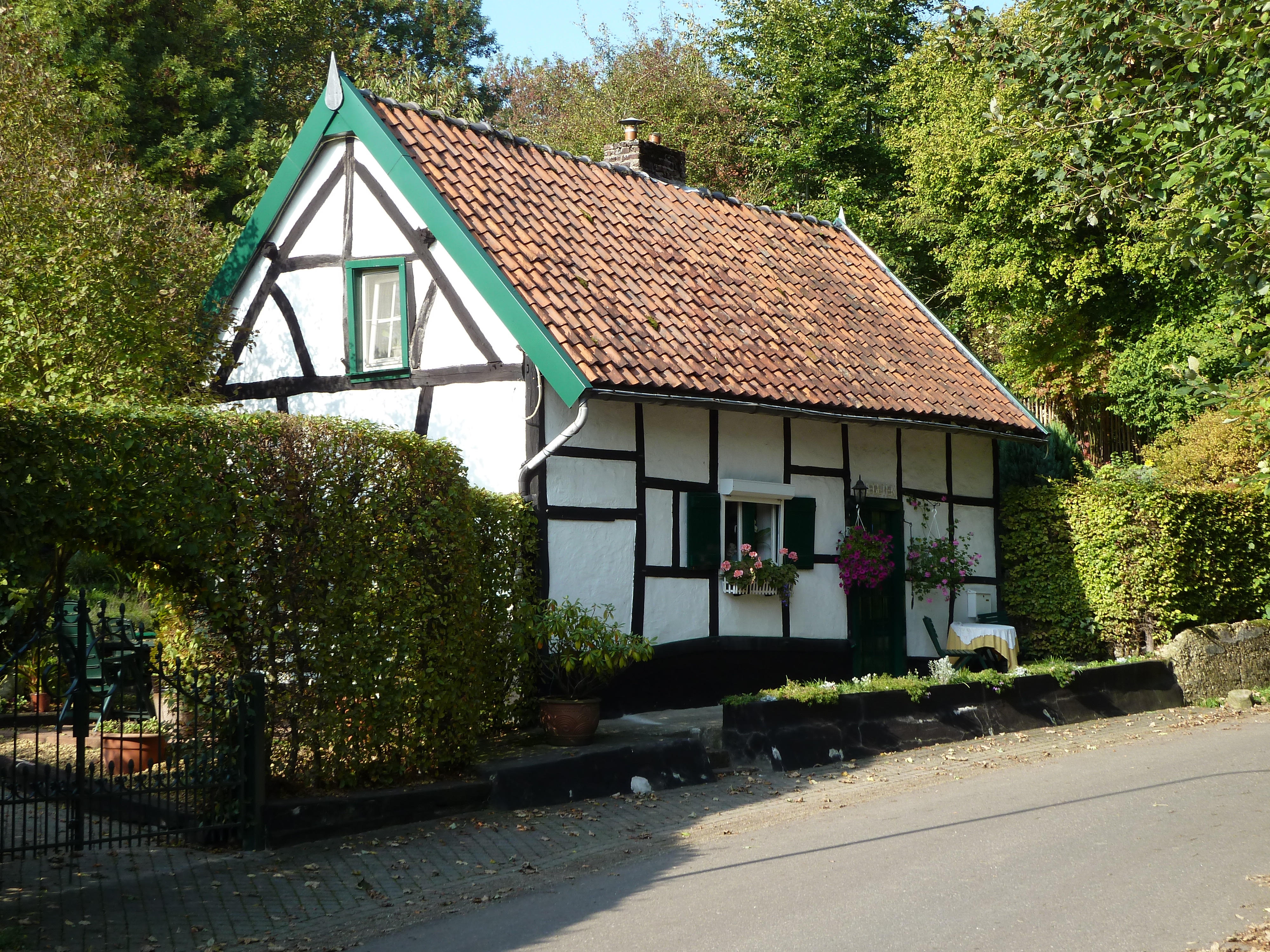
Noorbeek-De Wesch
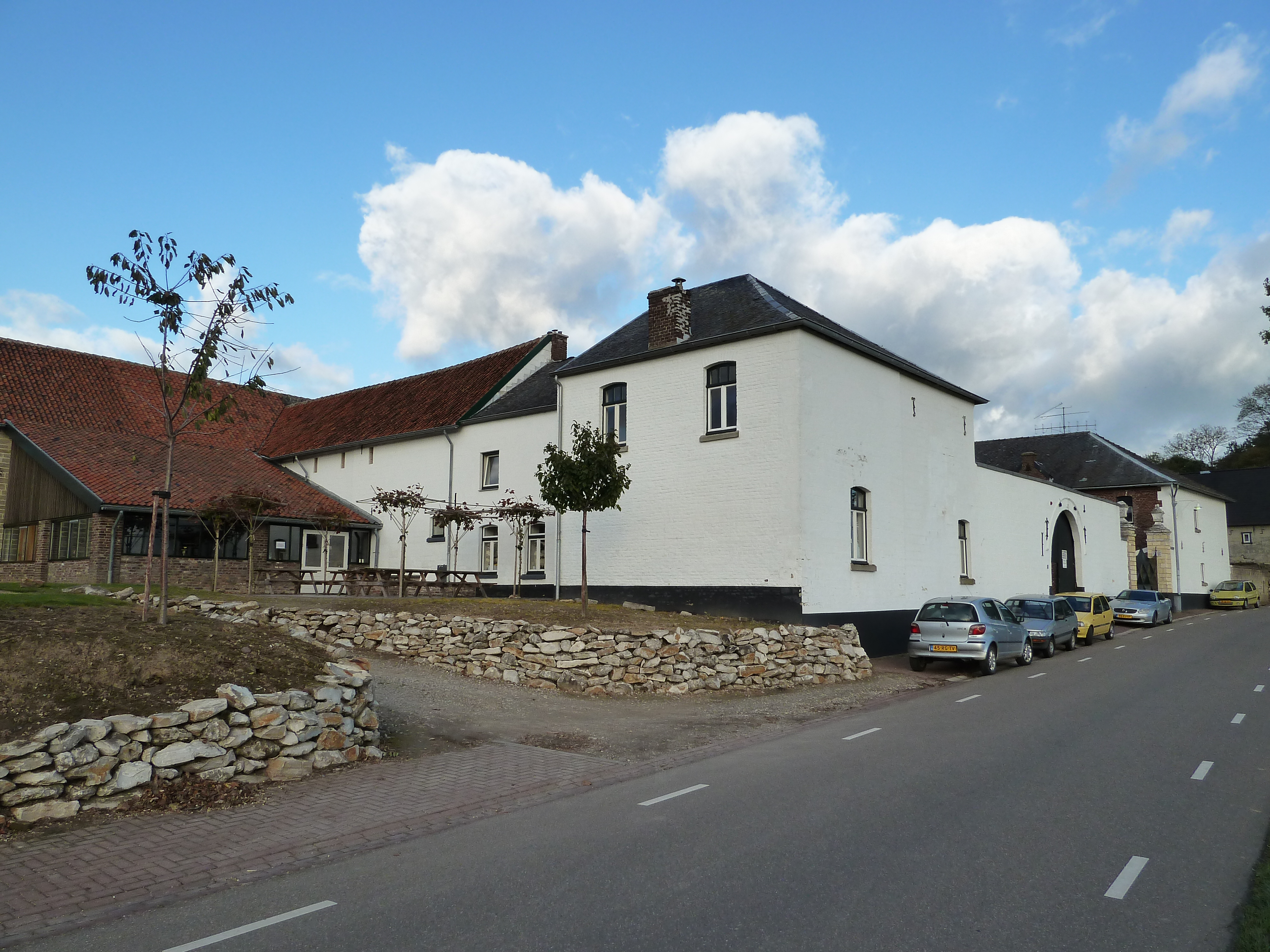
Gasthuis

### Monumenten
De gemeente Eijsden-Margraten telt 393 rijksmonumenten, waarmee de gemeente na Maastricht de meeste monumenten van Limburg bezit. Met name het dorp Eijsden (met de buurtschappen Withuis en Hoog en Laag Caestert) bezit een groot aantal monumentale gebouwen.

#### Historische kerken en kloosters
In de gemeente bevinden zich diverse historische kerken, kapellen en kloosters. Historische kerken zijn onder andere de Sint-Christinakerk en de Sint-Martinuskerk te Eijsden, de romaans-gotische Sint-Pancratiuskerk te Mesch, de Sint-Martinuskerk te Gronsveld, de Sint-Gertrudiskerk te Sint Geertruid, de Sint-Lambertuskerk te Mheer, de Sint-Brigidakerk te Noorbeek, de Sint-Laurentiuskerk te Bemelen en de Sint-Margaritakerk te Margraten. Een bijzonder religieus gebouw is de voormalige synagoge in Eijsden.
Het klooster Hoogcruts was een monumentaal klooster, dat inmiddels tot ruïne is vervallen. Andere (voormalige) kloosters zijn Huize Immaculata in Rijckholt en twee kloosters in Cadier en Keer: Huis Blankenberg en het missiehuis Sociëteit voor Afrikaanse Missiën met bidkapel, Lourdesgrot en kruiswegstaties. Daarnaast bevinden zich verspreid in de gemeente talloze wegkruizen, Lourdesgrotten en wegkapelletjes.

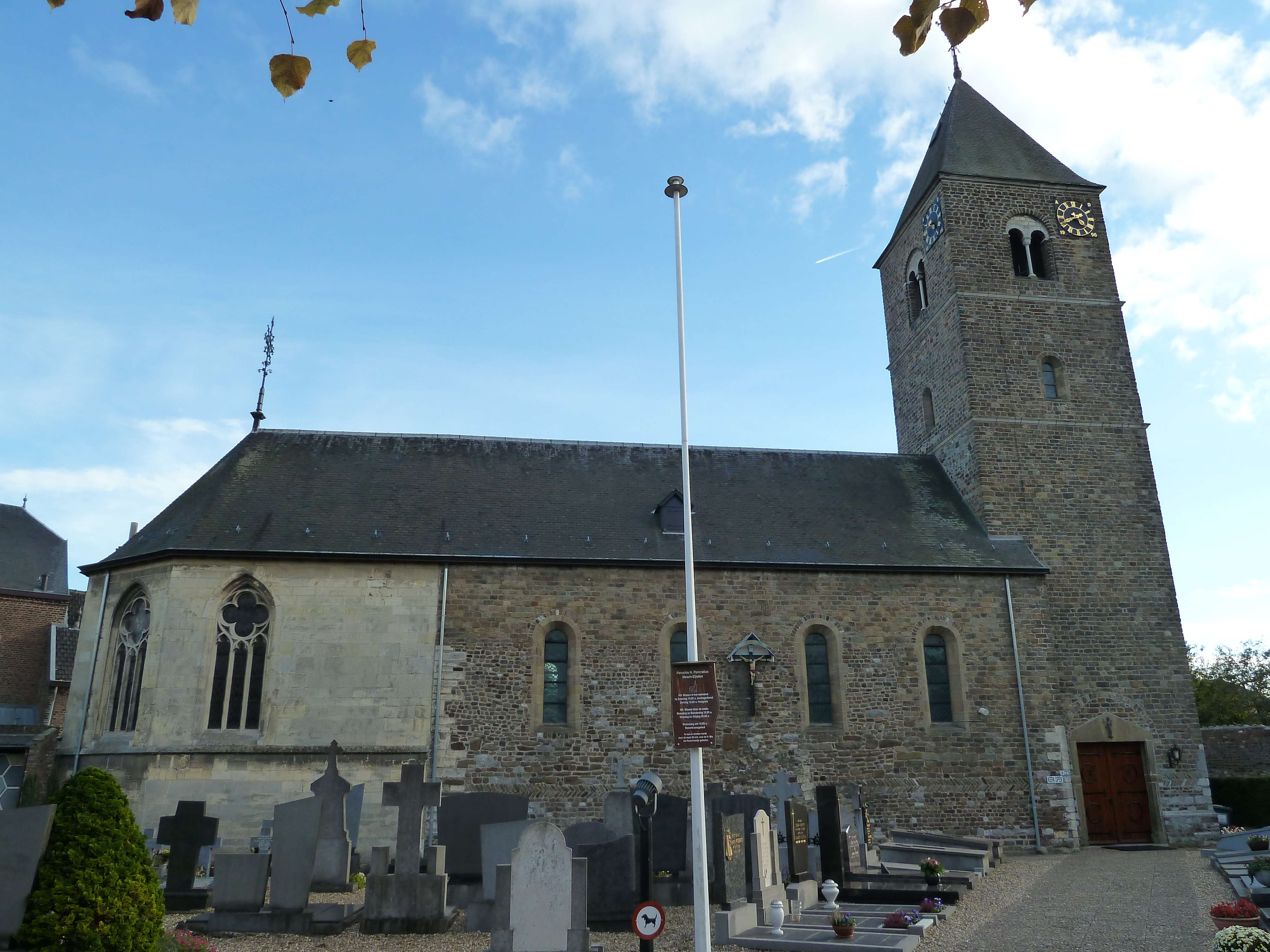
Pancratiuskerk, Mesch
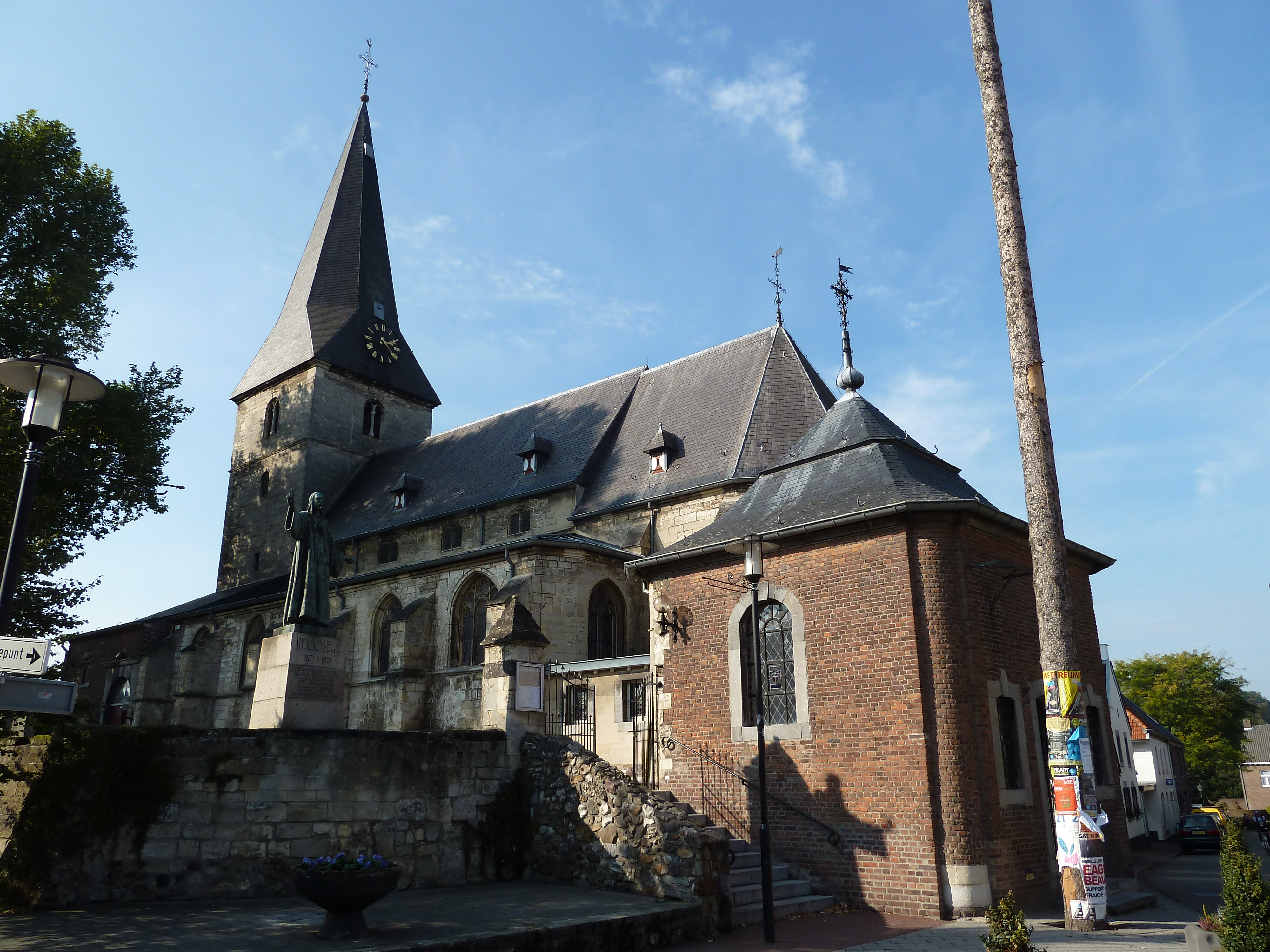
St.Brigidakerk, Noorbeek
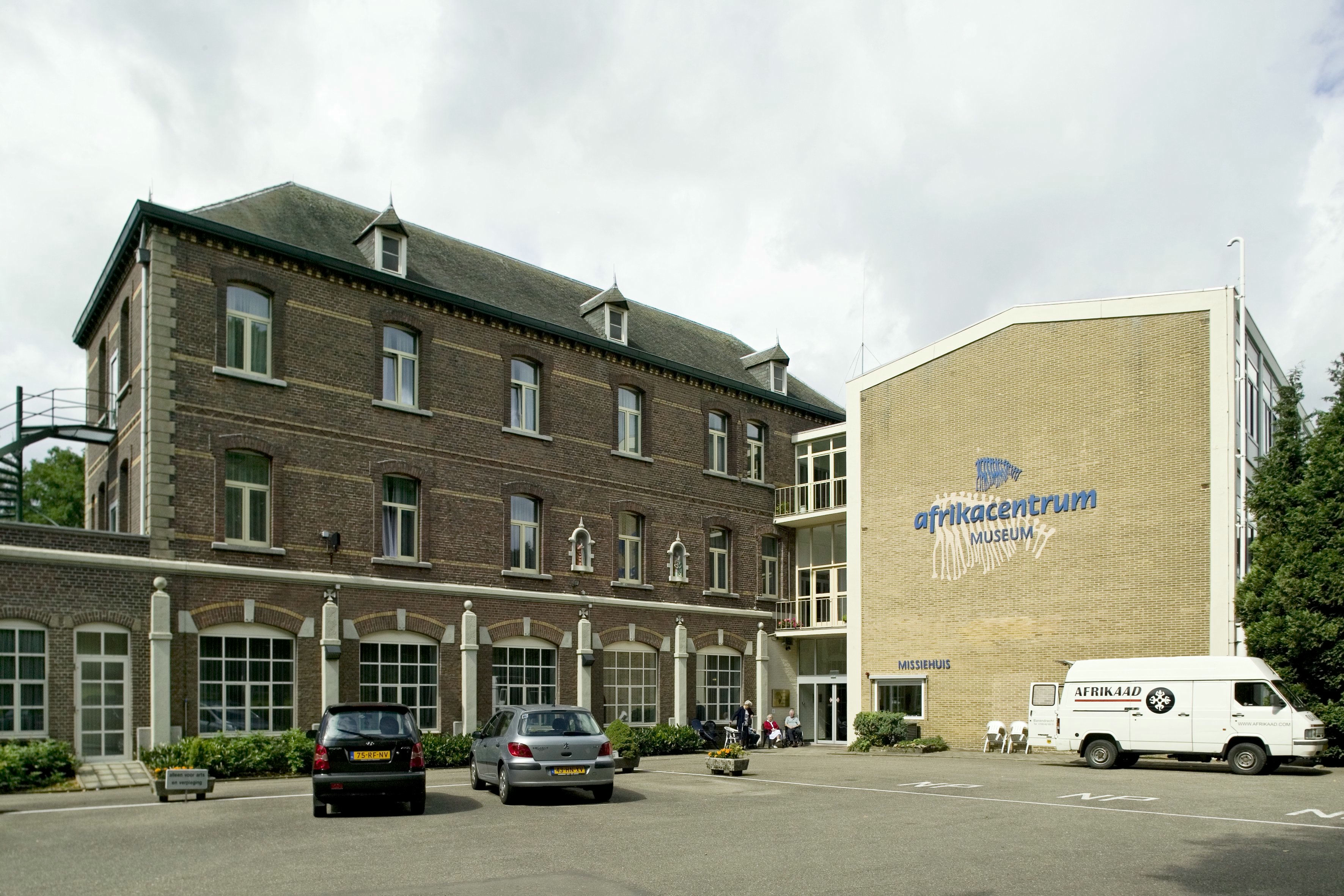
Missiehuis, Cadier & Keer
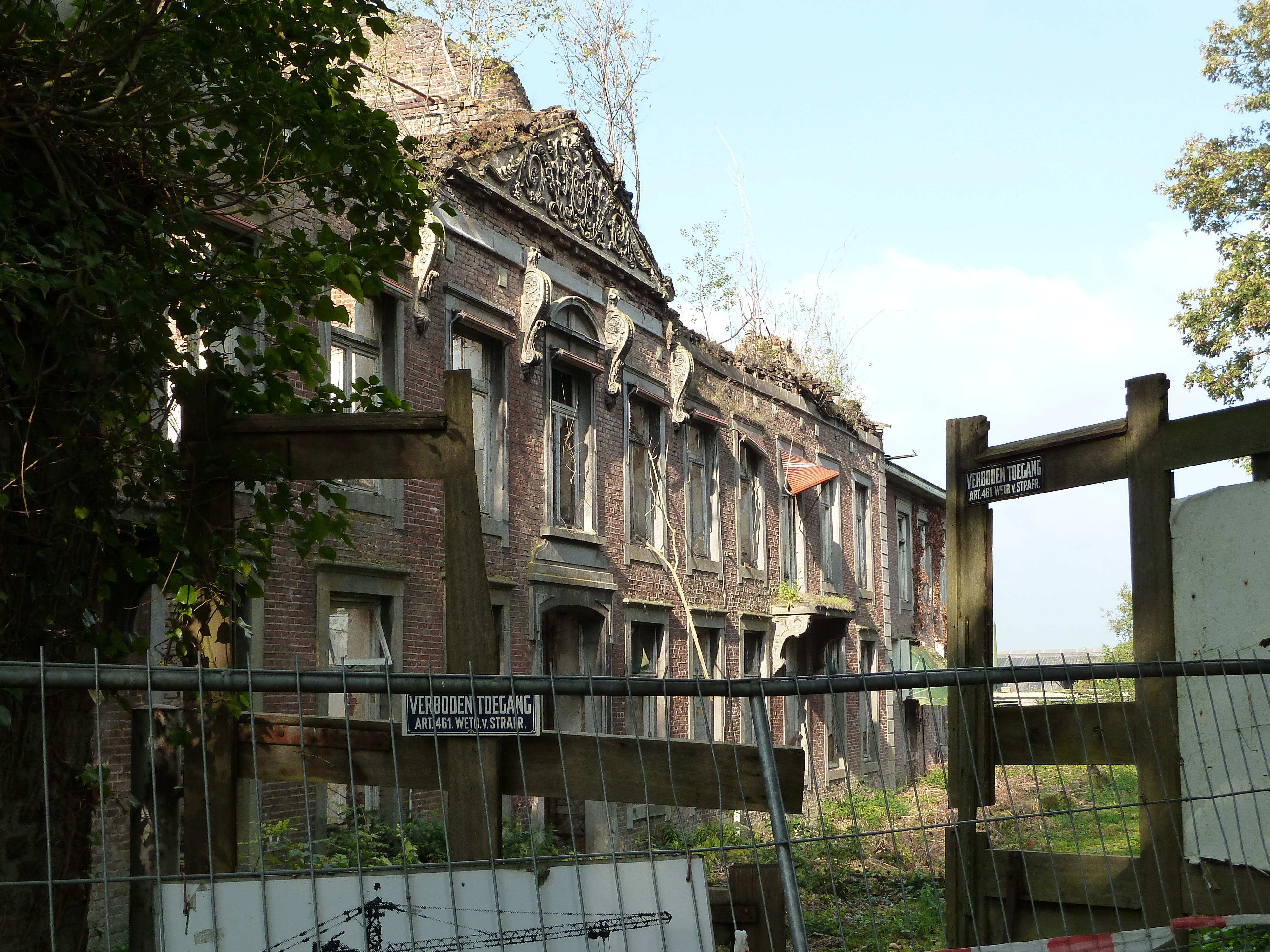
Klooster Hoogcruts

#### Kastelen
In de gemeente bevinden zich een vijftal kastelen, die alle als rijksmonument bescherming genieten: het kasteel Eijsden, het kasteel van Gronsveld, het kasteel van Mheer, het kasteel Oost in Oost-Maarland en het kasteel van Rijckholt.

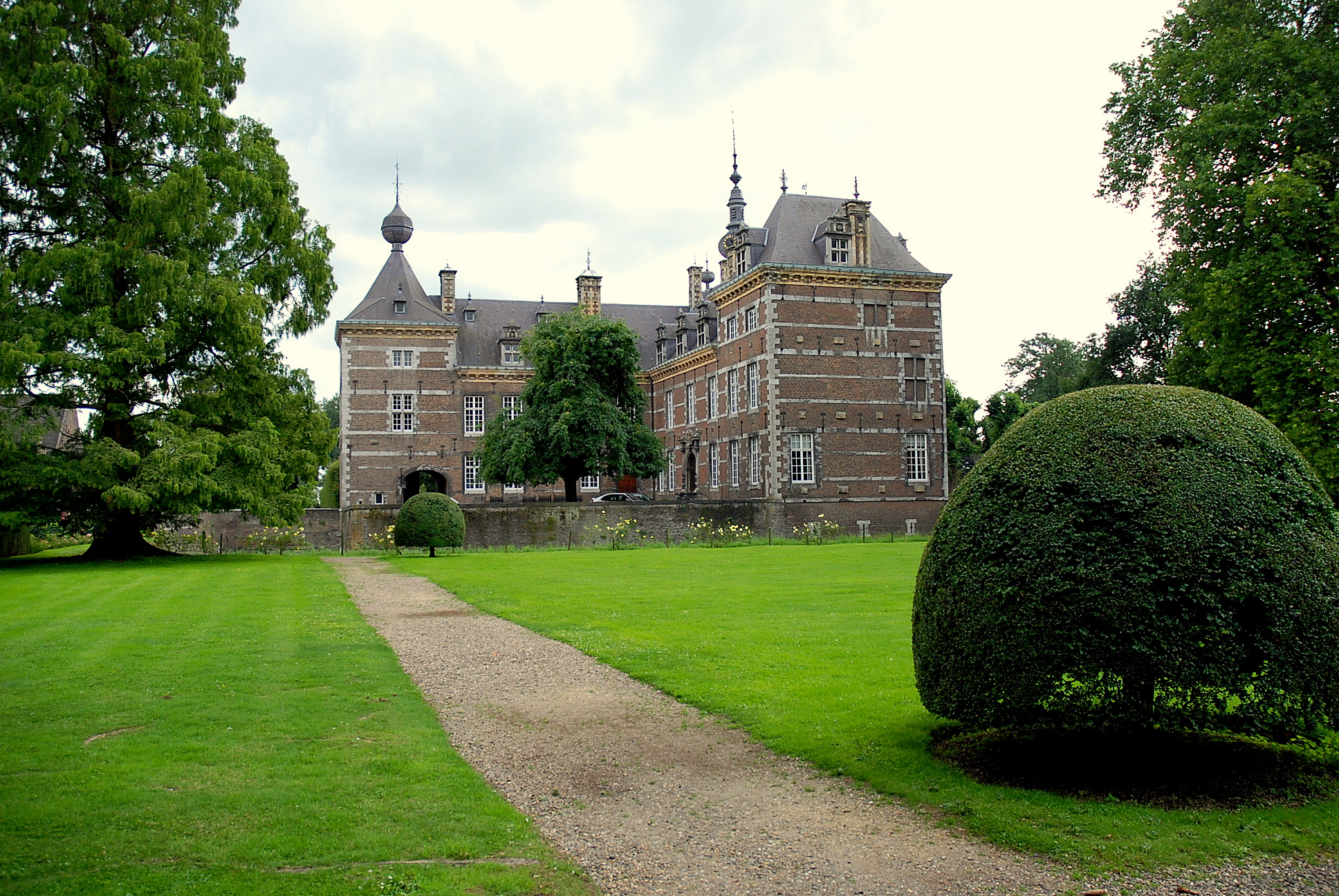
Kasteel Eijsden
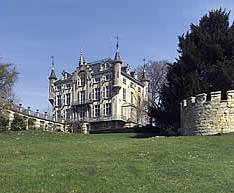
Kasteel van Gronsveld
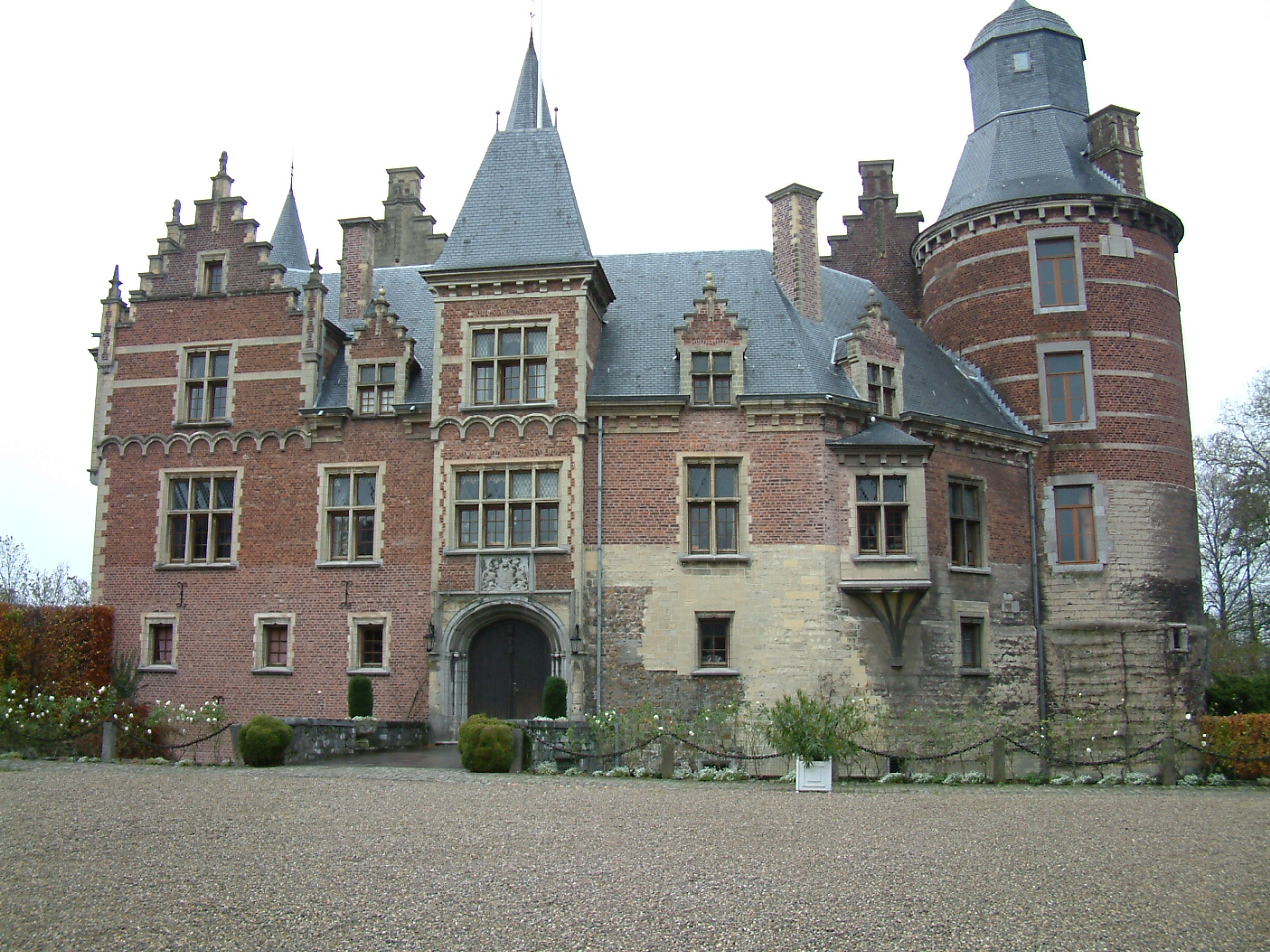
Kasteel Mheer
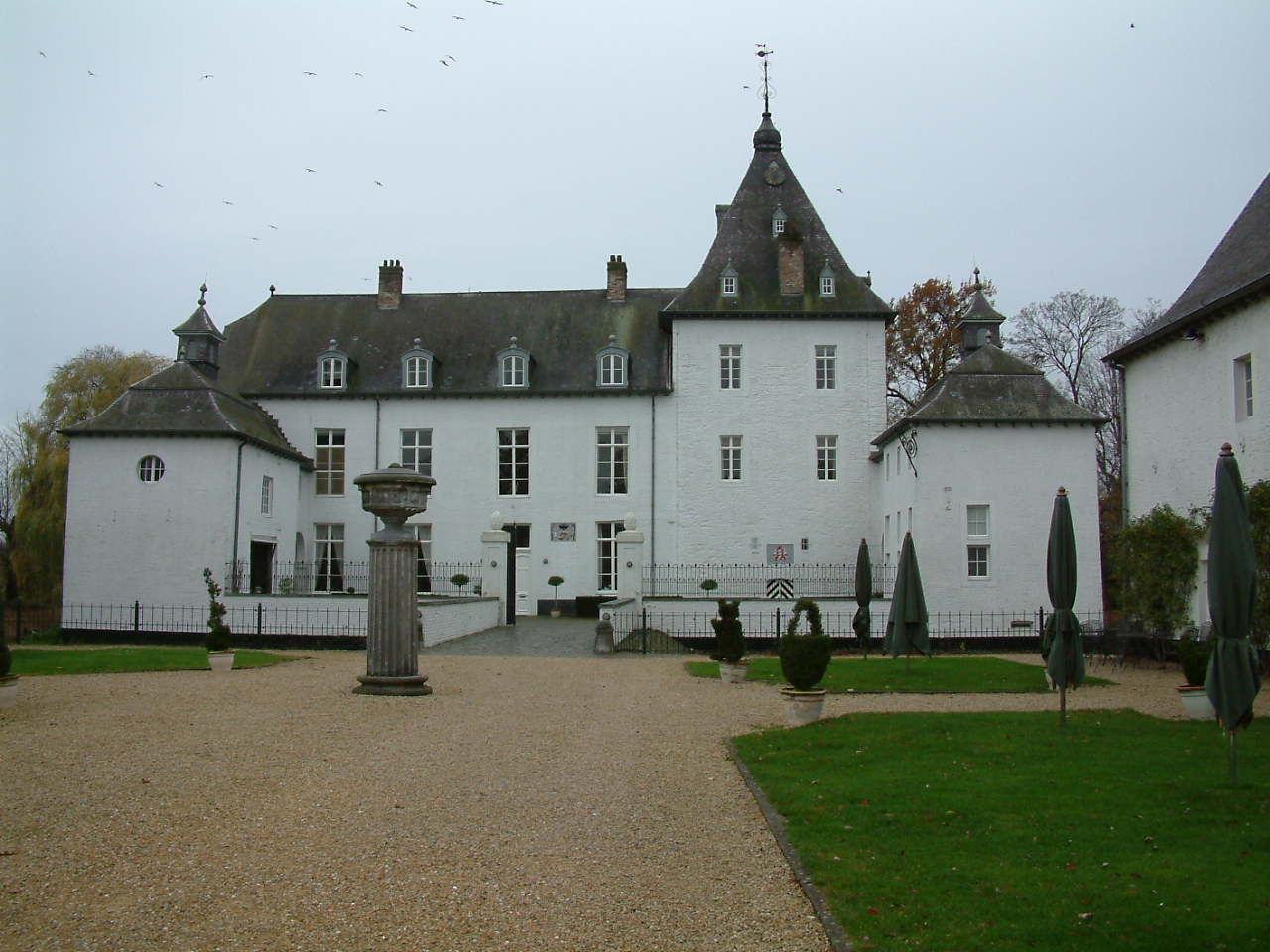
Kasteel Rijckholt

#### Elvenschans
Op de grens met België ten zuiden van Eijsden liggen de restanten van het 17e-eeuwse vestingwerk de Elvenschans, dat onder andere als tolkantoor fungeerde voor de scheepvaart op de Maas.

#### Molens
In de gemeente bevinden zich verschillende wind- en watermolens. De Van Tienhovenmolen in het gehucht Wolfshuis bij Bemelen is de enige windmolen in de gemeente, omdat de torenmolen van Gronsveld sinds 1970 officieel op Maastrichts grondgebied staat. In het dorp Mesch staat de dubbele Meschermolen, een watermolen aan het riviertje de Voer, evenals de Muggemolen in Eijsden, de Breustermolen in Hoog-Caestert en de Zaagwatermolen en de graanmolen van Eijsden, beide in Laag-Caestert.

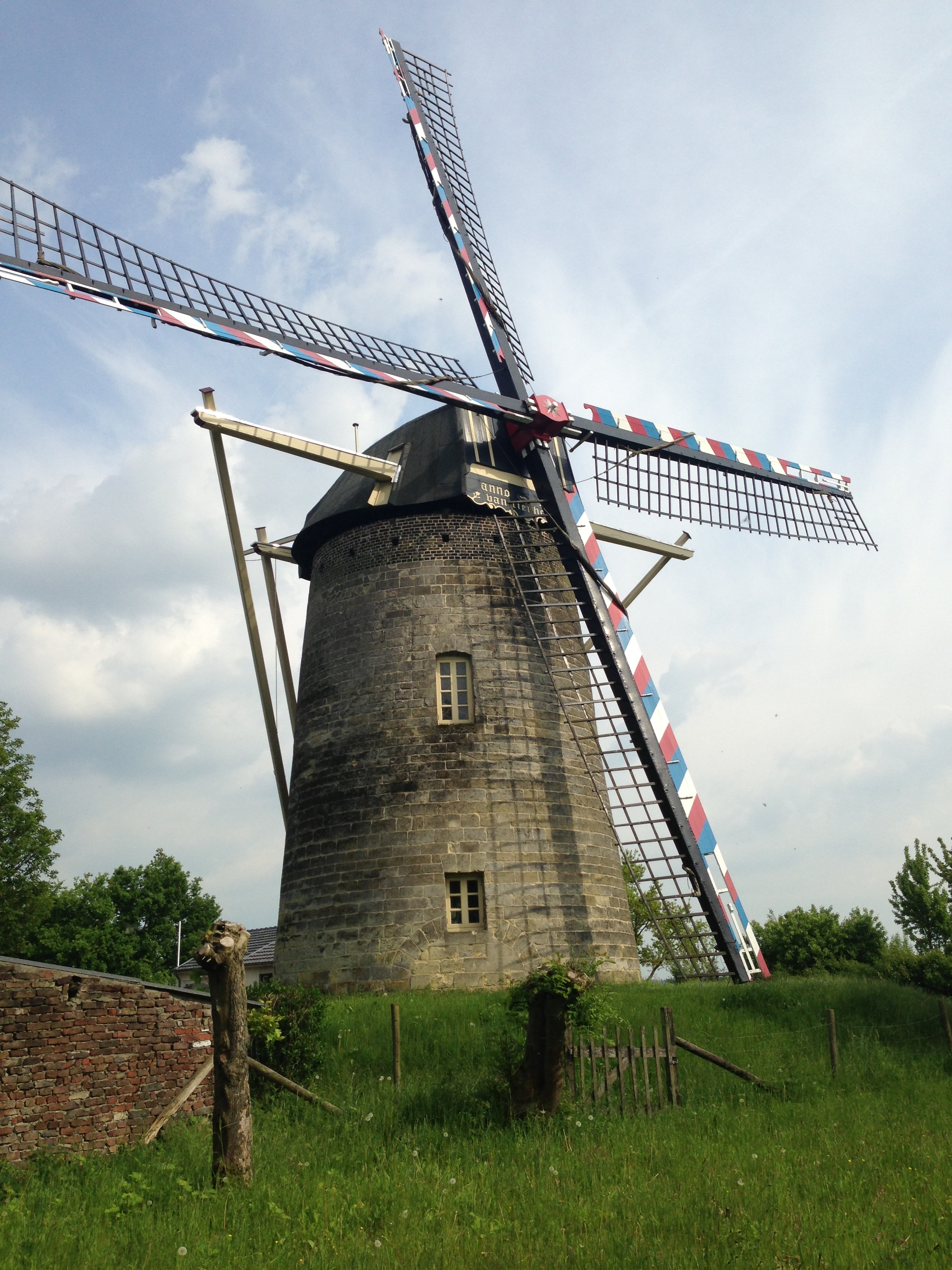
Van Tienhovenmolen
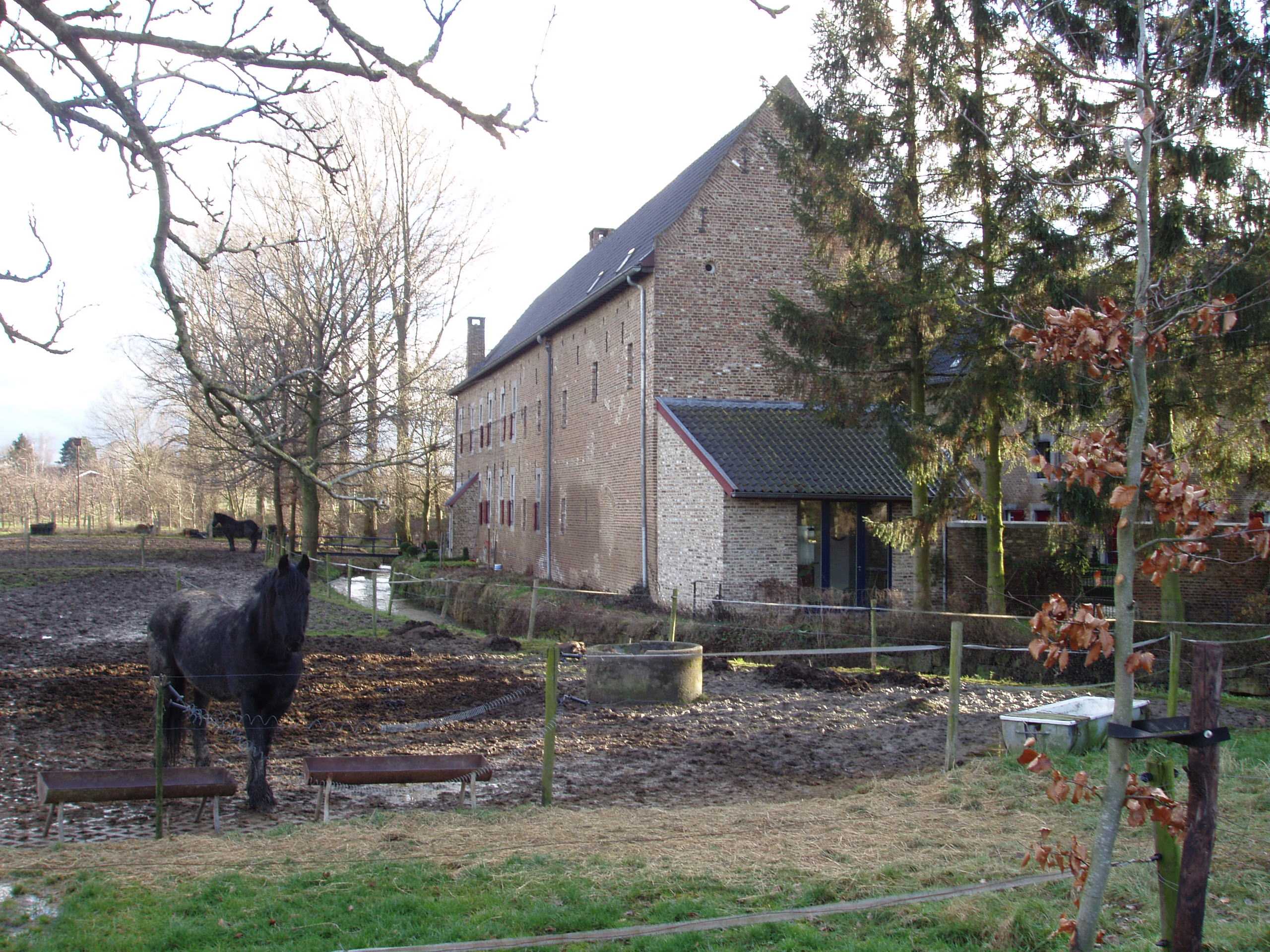
Meschermolen
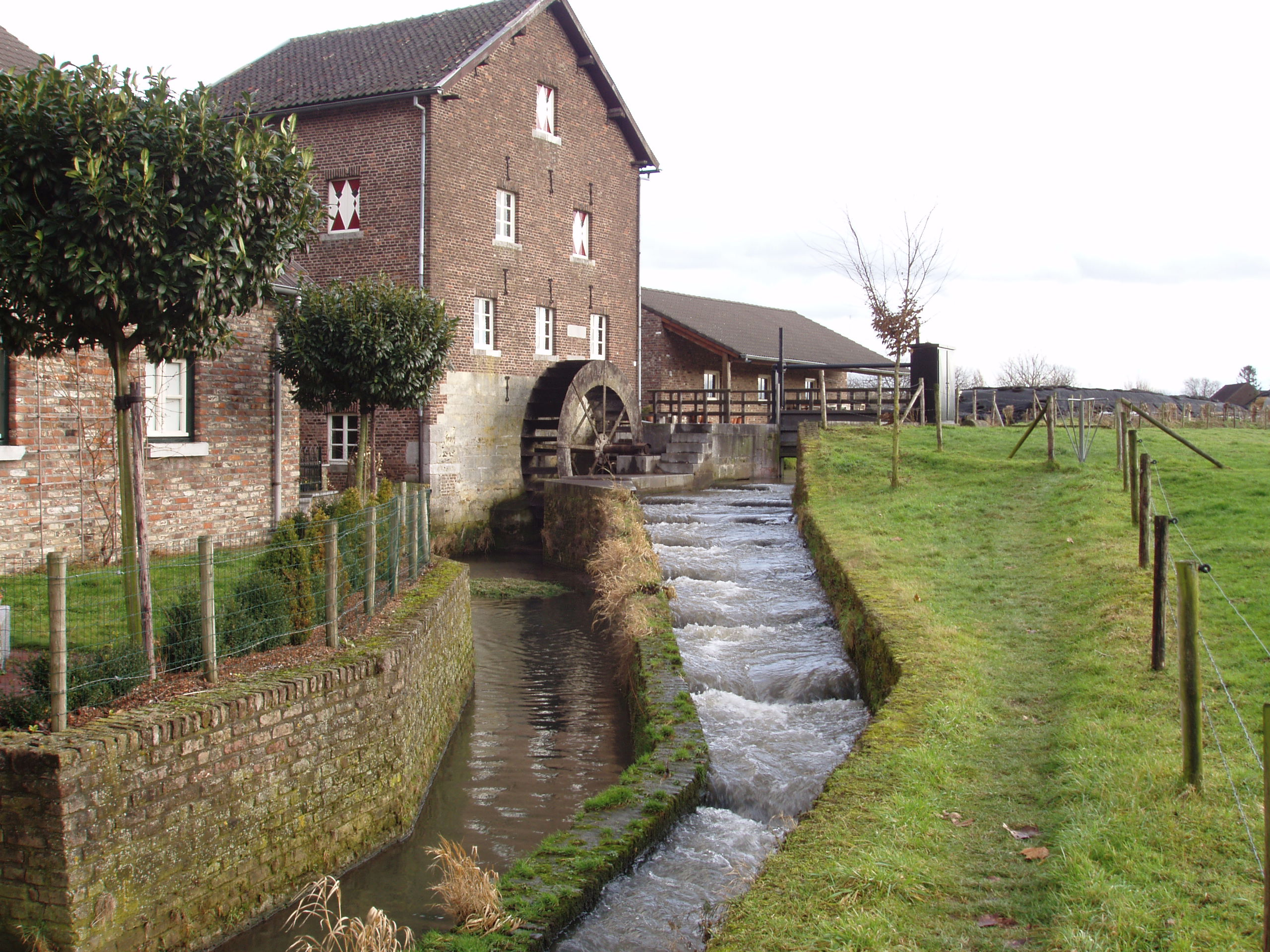
Graanmolen Eijsden
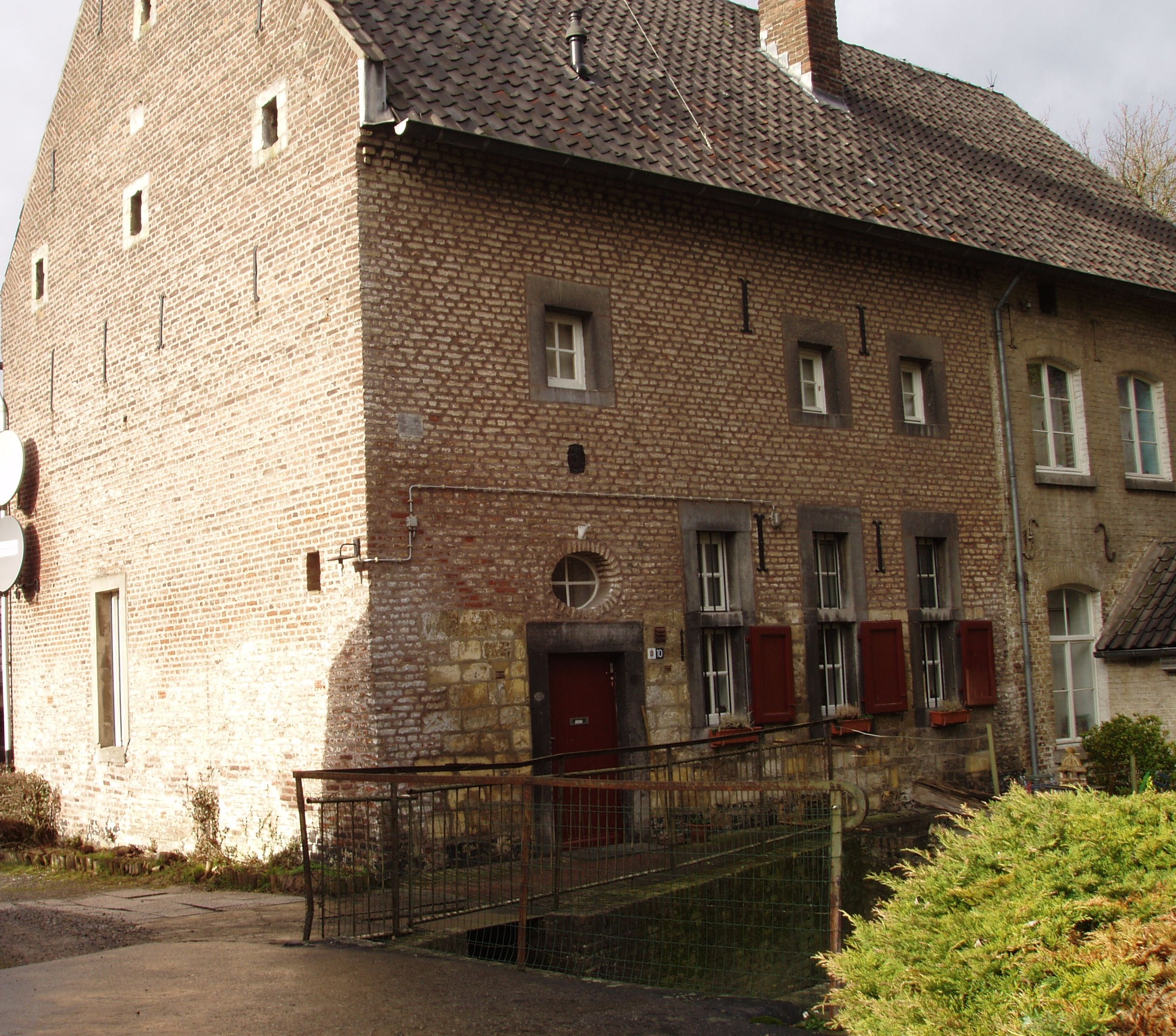
Zaagmolen

### Immaterieel erfgoed

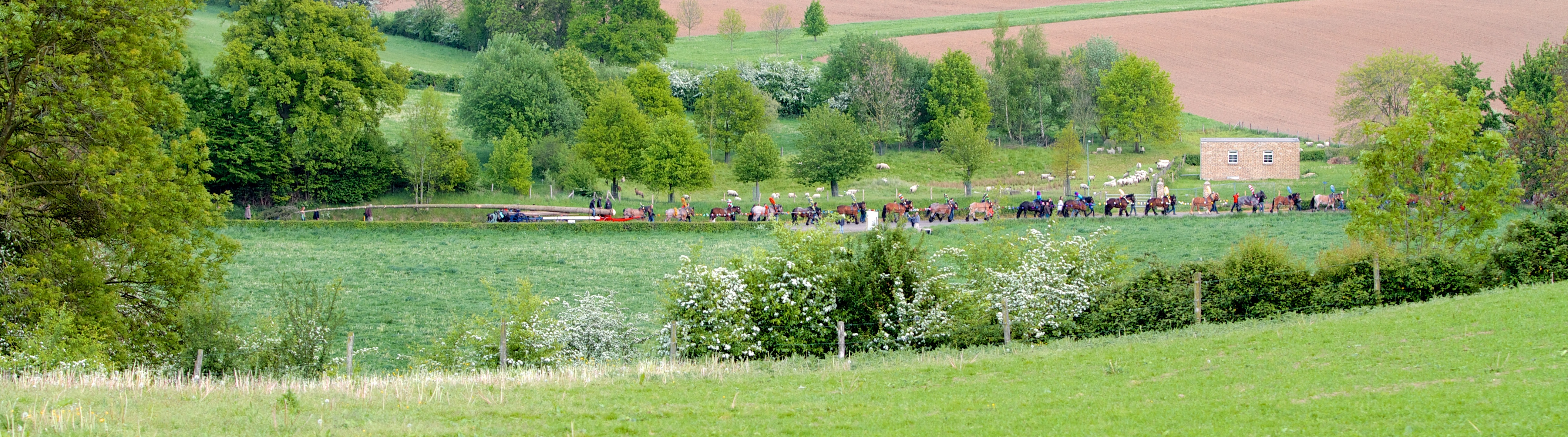
De Sint Brigida-den op weg naar Noorbeek

In Noorbeek vindt jaarlijks op de tweede zaterdag na pasen het halen van de Sint Brigida-den plaats. Deze traditie is sinds 2015 opgenomen in de Nationale Inventaris Immaterieel Cultureel Erfgoed.
In veel plaatsen wordt tijdens de broonk, de voorjaarskermis rond de Sacramentsprocessie, de cramignon gedanst. Dit is een soort reidans die buiten deze gemeente enkel in het aangrenzende deel van Wallonië gedanst wordt. In mei 2019, tijdens de eerste dag van de cramignon, werd bekendgemaakt dat de cramignon is voorgedragen als immaterieel cultureel erfgoed op de Nationale Inventaris.

## Natuur

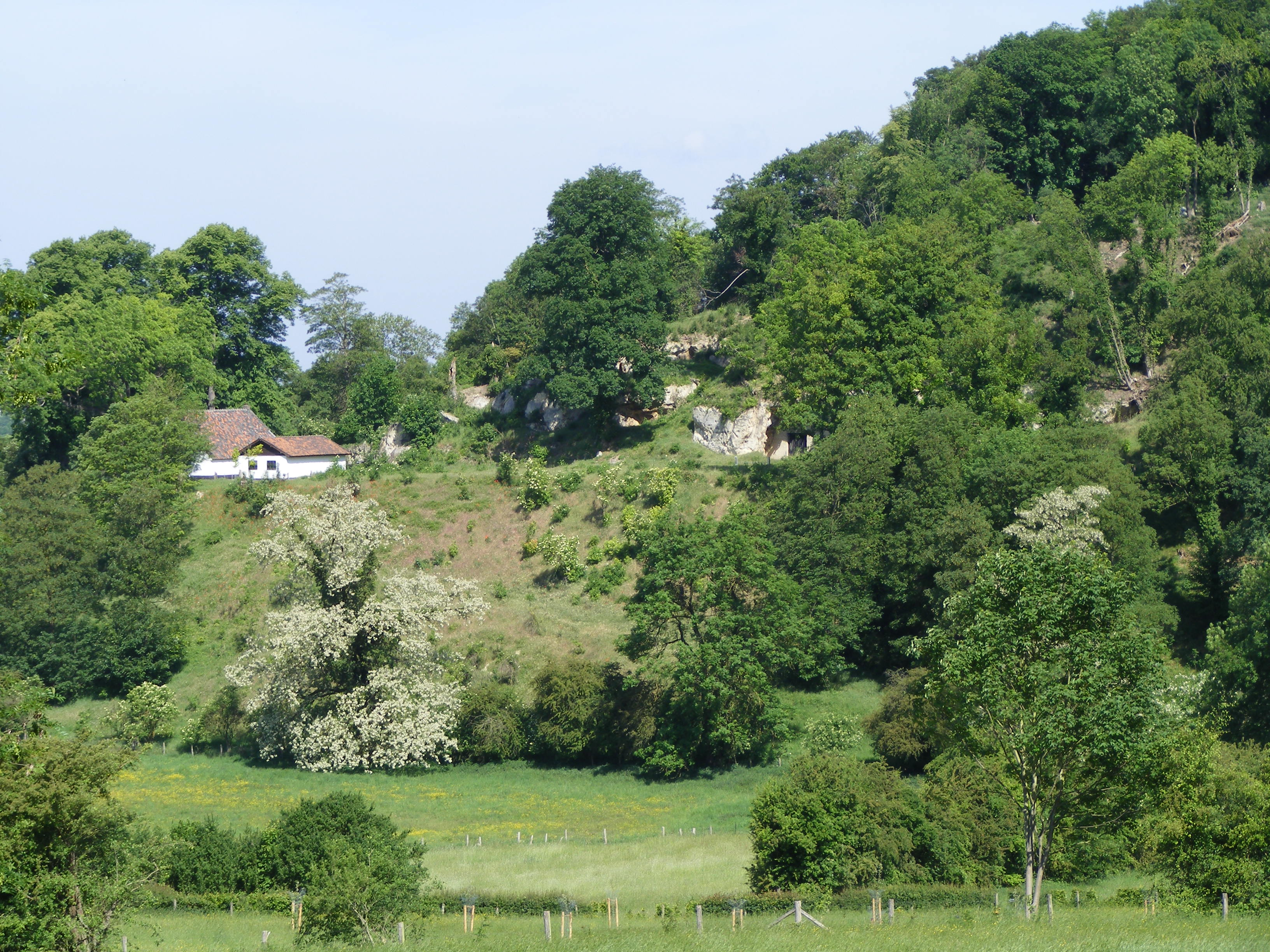
Het Savelsbos nabij Gronsveld

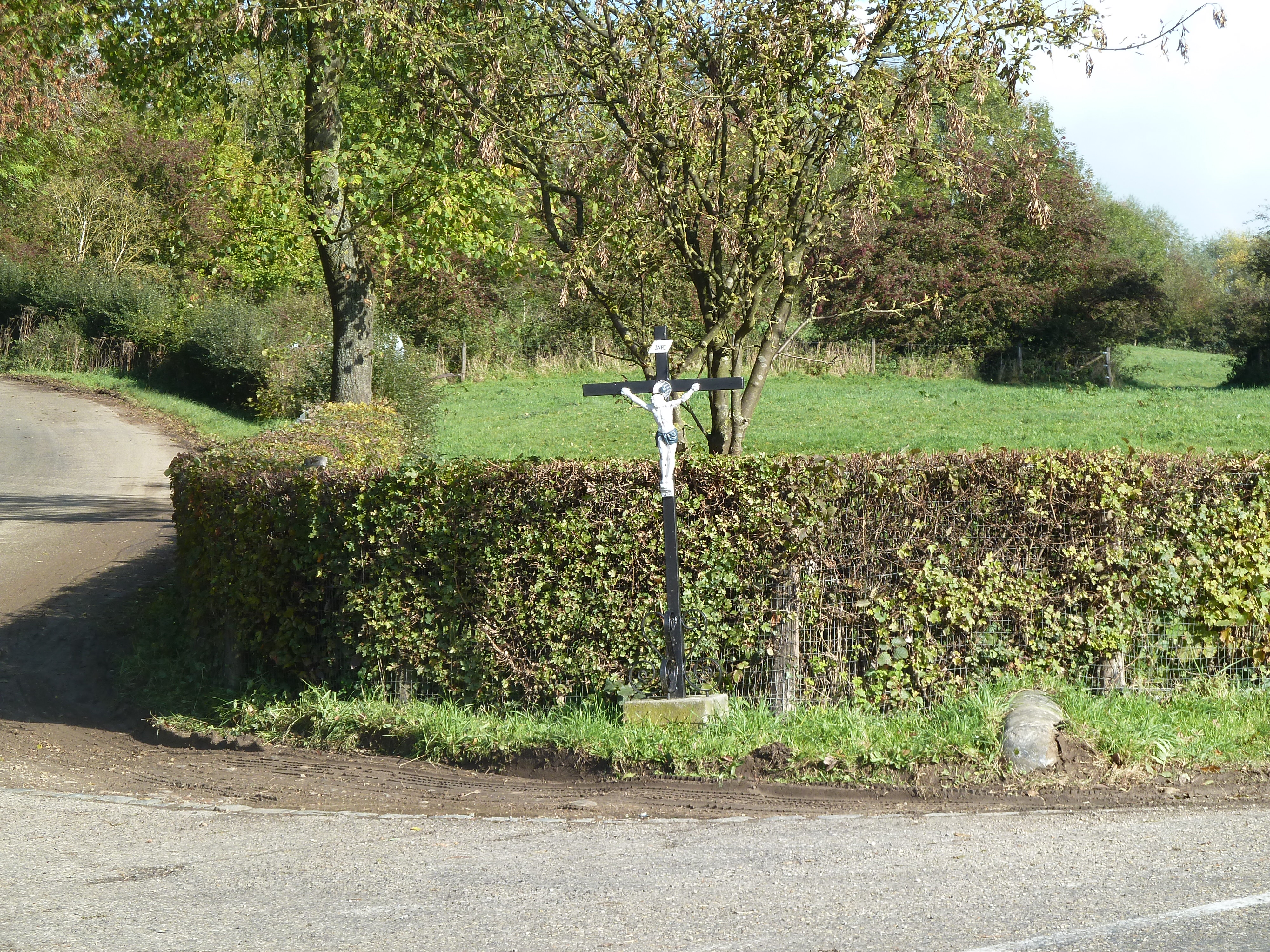
Hagenlandschap (en wegkruis) nabij Noorbeek

### Natuurgebieden
In de gemeente Eijsden-Margraten bevinden zich diverse natuurgebieden. Nabij Eijsden en Oost-Maarland zijn een aantal door grindwinning ontstane grindgaten tot ontwikkeling gekomen als natuur- en/of recreatiegebied. Een voorbeeld is het gebied Eijsder Beemden nabij Oost-Maarland, waar men getracht heeft de situatie van vóór de ontgrindingen deels te herstellen. Voorheen heette dit gebied De Wierd. Tussen de dorpen Gronsveld en Sint Geertruid bevindt zich aan de rand van het plateau het Savelsbos, een Natura 2000-gebied, met verschillende historische plekken zoals Huis De Beuk en de Vuursteenmijnen van Rijckholt. Bij Mesch bevindt zich het "Mescher Plukbos", een aangelegd, ca 7 hectare groot bos van Het Limburgs Landschap, waar de bezoekers de aanwezige bosvruchten (zoals bramen en walnoten) vrijelijk kunnen plukken.
Ondanks de aanwezigheid van deze natuurgebieden, dragen grote delen van de gemeente een agrarisch karakter. In sommige gevallen hebben ruilverkavelingen en de schaalvergroting in de landbouw afbreuk gedaan aan het typisch Zuid-Limburgse coulisselandschap. In sommige gebieden, met name op de plateaus, waar grootschalige akkerbouw de overhand heeft, zijn typerende landschapselementen als holle wegen en graften verdwenen door machinaal ploegen en de erosie die daarvan het gevolg is. Elders, met name op de plateauhellingen en in het Maasdal overheersen graslanden en boomgaarden. In de omgeving van Mesch, Eijsden en Gronsveld zijn relatief veel hoogstamboomgaarden te vinden. Deze, en de eveneens voor het Zuid-Limburgse landschap zeer kenmerkende meidoornhagen, worden weer volop aangeplant, vooral door toedoen van de Stichting Instandhouding Kleine Landschapselementen in Limburg (IKL).

### Milieu
Milieukwesties die in de gemeente Eijsden-Margraten spelen zijn:
- De verontreiniging van het Maaswater door landbouw, industrie (vooral van stroomopwaarts gelegen Luikse industrieën) en ten gevolge van ongezuiverde rioollozing (in België).
- Verkeerslawaai en luchtverontreiniging van de snelweg A2.
- Luchtverontreiniging (inclusief neerslag stofdeeltjes) door de chemische industrie in Eijsden.
- Stankoverlast door toedoen van veeteelt (in het bijzonder varkensmesterijen).
- Omstreden mergelafgravingen bij 't Rooth.

## Economie

### Land- en tuinbouw

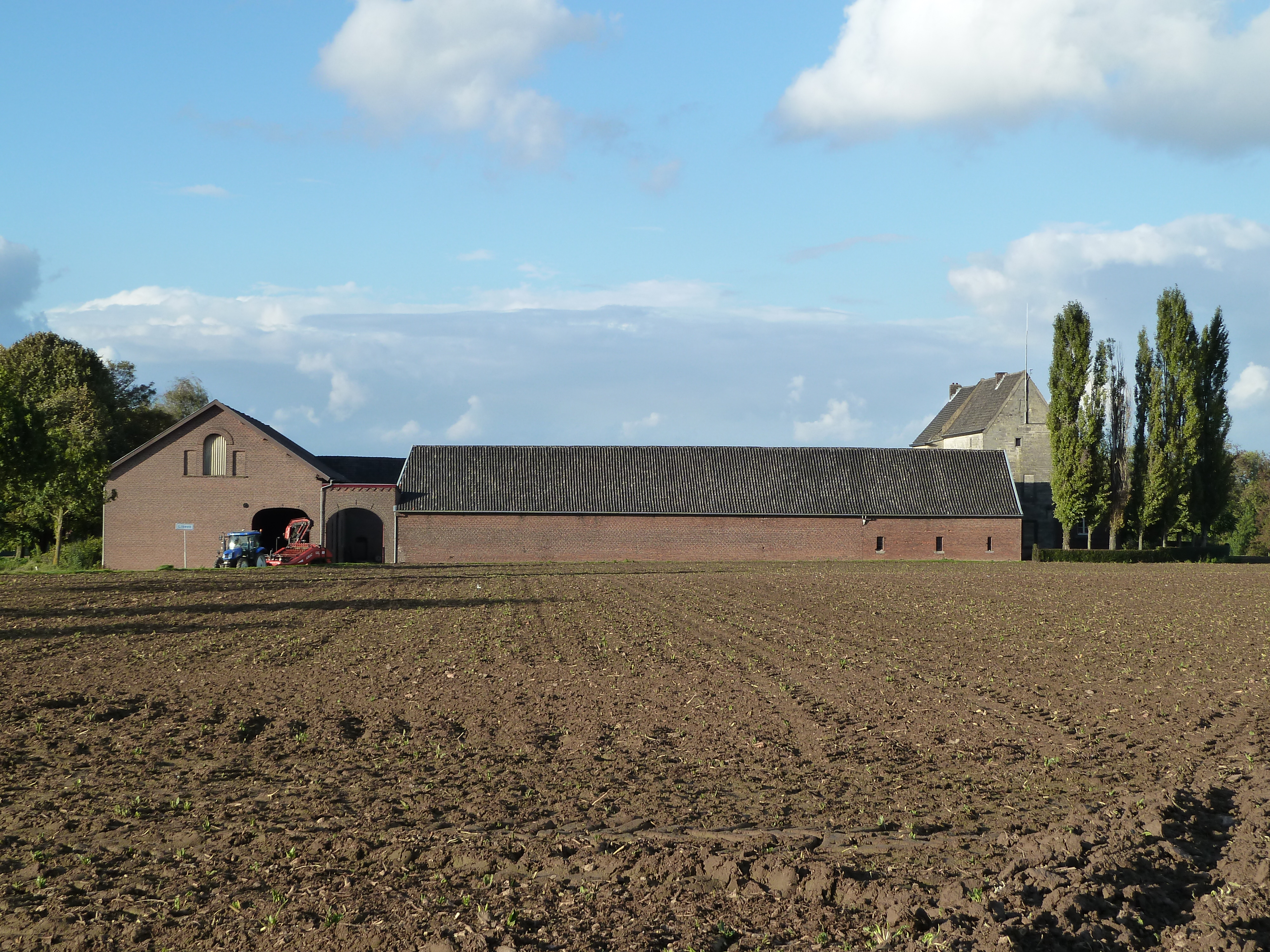
Akkerbouwbedrijf bij Libeek (Sint Geertruid)

Het economische aspect in deze streek werd vanouds bepaald door de landbouw. Akkerbouw, veeteelt en fruitteelt blijven een belangrijke bron van inkomsten. Vooral op de vruchtbare lössgronden op het Plateau van Margraten bevinden zich uitgestrekte graan-, mais- en bietenvelden. In het Maasland en op de plateauhellingen overheersen gemengde bedrijven en fruitteelt. Tot halverwege de 20e eeuw bevond zich in deze streek een groot, min of meer aaneengesloten fruitbomengebied. Veel hoogstamboomgaarden zijn vervangen door laagstamplantages of andere vormen van grondgebruik, zoals akkerbouw, veeteelt, recreatie, woningbouw, industrie en wegenbouw, terwijl langs de Maas grootschalige ontgrindingen hebben plaatsgevonden. De enige overgebleven fruitveiling in de gemeente bevindt zich in Margraten.

### Industrie
In Eijsden bevindt zich sinds 1870 een chemische fabriek, de Maastrichtsche Zinkwit Maatschappij. Hier wordt uit zinkertshoudend gesteente zinkwit gewonnen, dat als grondstof dient bij de productie van onder meer verf en rubber. Deze fabriek bood op het hoogtepunt werk voor 700 medewerkers. Inmiddels zijn dat er nog ongeveer 65. Heden ten dage maakt het bedrijf onder de naam Umicore Nederland deel uit van de Belgische Umicore-groep. Op een ander deel van het Zinkwit-terrein produceert PQ Silicas (circa 160 werknemers) zeoliet en silicaten.
In de gemeente bevinden zich enkele kleinschalige bedrijventerreinen. Op de grens met de gemeente Maastricht wordt het 42 ha grote bedrijventerrein Maastricht-Eijsden tot ontwikkeling gebracht. Naast het Zinkwit-terrein beschikt Eijsden over het bedrijventerrein Zoerbeemden ten noorden van de kern. In Margraten ligt het bedrijventerrein Aan de Fremme.

### Toerisme
In de pittoreske Heuvelland- of Maasvalleidorpen van de gemeente Eijsden-Margraten is het toerisme een belangrijke bron van inkomsten. In diverse dorpen zijn hotels, pensions en kampeerterreinen aanwezig. Voornaamste troeven zijn de natuurgebieden en het cultuurhistorische erfgoed, zoals beschermde dorpsgezichten, historische kerken en kastelen, vakwerkhuizen en Limburgse carréboerderijen, wegkapelletjes, veldkruizen en zwingelputten. Andere attracties in de gemeente zijn Museum Het Ursulinenconvent – Internationaal Museum voor Familiegeschiedenis, gevestigd in een monumentaal voormalig ursulinenklooster te Eijsden, het Dagstrand Oost en het recreatiepark Fun Valley in Oost-Maarland (bij een voormalig grindgat), de golfbaan "Het Rijk van Margraten" en een wijndomein in Cadier en Keer, de moderne uitkijktoren met een platform in de vorm van de gemeente Eijsden-Margraten op de Mescherheide, en het Amerikaanse Begraafplaats Margraten. Ook de vele religieuze en folkloristische evenementen (processies, kermissen, carnavalsoptochten, etc.) dragen bij aan de toeristische aantrekkingskracht van de gemeente.

## Vervoer

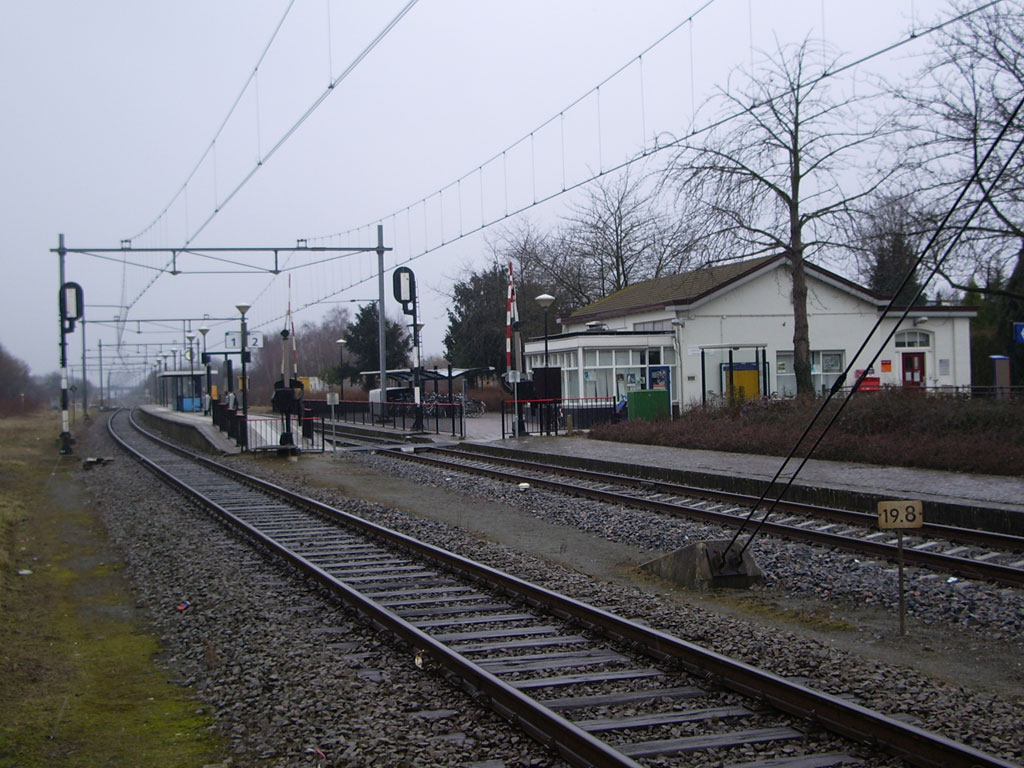
Station Eijsden

Het enige treinstation in de gemeente bevindt zich in Eijsden, aan de spoorlijn Maastricht - Luik. Na tussen 2007 en 2012 tijdelijk buiten gebruik geweest te zijn geweest, wordt station Eijsden sinds december 2011 weer bediend door de NMBS stoptrein Luik-Maastricht.
Voor het overige zijn de meeste kernen op het plateau qua openbaar vervoer, zowel onderling als met steden in de omgeving, verbonden door middel van buslijnen van Arriva.
Sinds 2004 vaart een veerpont, genaamd "De Cramignon", dagelijks tussen Eijsden en het aan de overzijde van de Maas gelegen Belgische dorp Ternaaien (Frans: Lanaye). Deze veerdienst vervoert alleen fietsers en voetgangers.
Sinds eind 2009 is er een proef-bootverbinding tussen Eijsden en Maastricht. Deze proef was zo succesvol, dat de dienstregeling vanaf voorjaar 2010 uitgebreid is.
Wat het autoverkeer betreft is er sinds 1975 de Rijksweg 2, die enkele op- en afritten heeft in het Maasvallei-gedeelte van de gemeente. Tot dan toe waren de autosnelwegen Amsterdam-Maastricht en verder zuidelijk van Luik niet direct verbonden, maar via tweestrookswegen, die veelal door de kom van een aantal plaatsen in het Maasdal liepen. Voor de desbetreffende dorpen leverde dat een aanmerkelijke ontlasting van de bebouwde kom op, maar anderzijds is door het toenemende verkeer op de A2 in de directe omgeving van die weg een toename aan geluids- en stankoverlast.

## Voorzieningen
In de gemeente is Eijsden het dorp met de meeste voorzieningen op het gebied van scholen, kerken, dienstverlening en winkels. Het gemeentehuis staat sinds 2013 in Margraten. In de gemeente Eijsden-Margraten is al enkele tientallen jaren geen politiepost meer aanwezig. De gemeente valt onder de Regionale Eenheid Limburg.

### Onderwijs
Op onderwijsgebied bevinden zich in de gemeente 13 basisscholen en een ZMOK-school in Cadier en Keer. In de Eijsdense nieuwbouwwijk Poelveld is een brede school gebouwd. Voor voortgezet onderwijs, speciaal onderwijs en beroepsonderwijs is men aangewezen op scholen in onder andere Maastricht, Gulpen, Valkenburg en Heerlen, terwijl ook steeds meer leerlingen ervoor kiezen een opleiding in België te volgen.

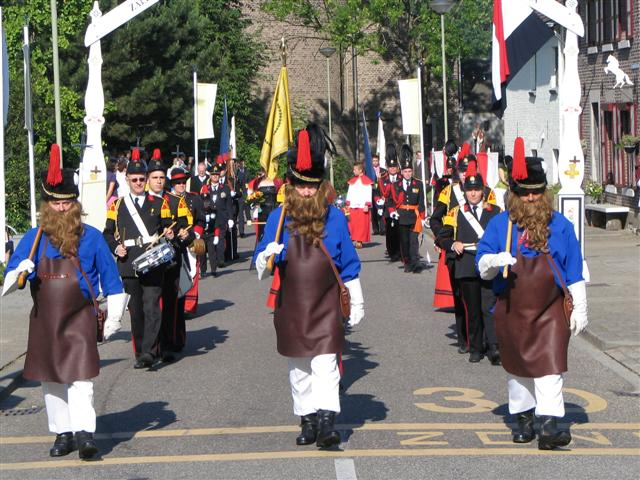
Religie en folklore hand-in-hand: de Broonk in Eijsden

### Religie
In deze gemeente is, net als in andere delen van Zuid-Nederland en België, het Rooms-Katholicisme eeuwenlang de dominante religie geweest, hoewel de invloed van de Kerk sterk is afgenomen. In de meeste kernen is nog een RK-parochie actief, hoewel niet alle parochies meer beschikken over een eigen zielzorger (pastoor).
In de gemeente zijn een vijftiental rooms-katholieke kerken en één protestantse kerk te vinden.
- Sint-Gerlachuskerk te Banholt
- Sint-Laurentiuskerk te Bemelen
- H. Kruisverheffingskerk met losstaande oude toren te Cadier en Keer
- Sint-Bartholomeuskerk te Eckelrade
- Sint-Christinakerk aan het Vroenhof te Eijsden
- Sint-Martinuskerk aan het Kerkpad bij het Breusterhof te Eijsden
- Protestantse kerk te Eijsden
- Sint-Martinuskerk te Gronsveld
- Sint-Margaritakerk te Margraten
- Maria Tenhemelopnemingkerk te Mariadorp
- Sint-Pancratiuskerk te Mesch
- Sint-Lambertuskerk te Mheer
- Sint-Brigidakerk te Noorbeek
- Sint-Jozefkerk te Oost-Maarland
- O.L. Vrouw Onbevlekt Ontvangen te Rijckholt
- Sint-Barbarakerk te Scheulder
- Sint-Gertrudiskerk te Sint Geertruid

Daarnaast bevinden zich in deze gemeente diverse wegkruizen en kapelletjes.
Verder zijn er het Sepulchrijnenklooster in Hoogcruts (op de gemeentegrens), Klooster Huize Immaculata in Rijckholt, Missiehuis Sociëteit voor Afrikaanse Missiën met bidkapel, Lourdesgrot en kruiswegstaties in Cadier en Keer, Huis Blankenberg dat als klooster heeft gediend voor het Franse broederschap van St. Blasius en de voormalige synagoge in Eijsden.

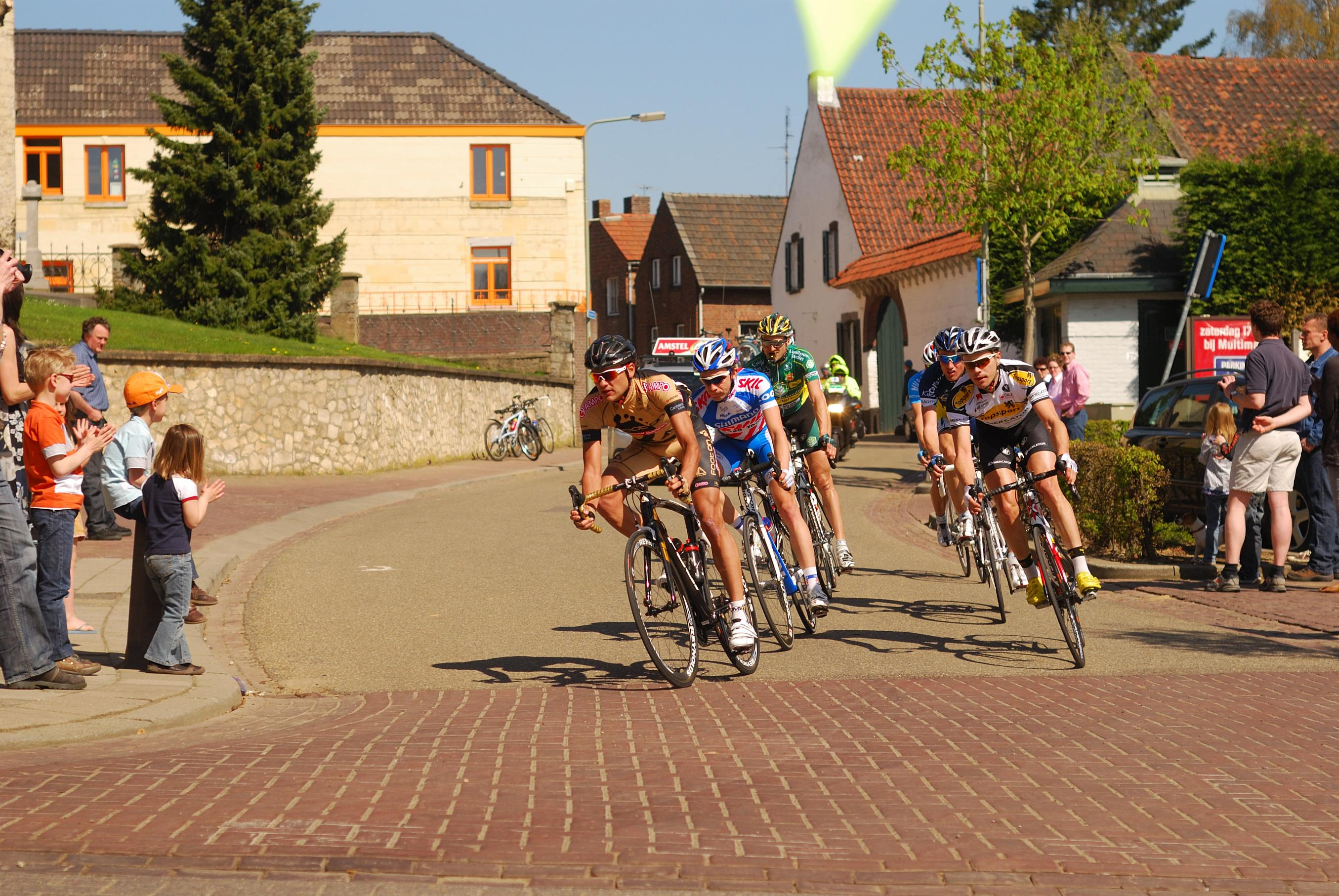
De heuvellandgemeente Eijsden-Margraten is vaak het decor van wielerwedstrijden

### Sport en recreatie
In vrijwel alle kernen in de gemeente zijn sportverenigingen actief, meestal voetbalclubs, soms ook handbalclubs, tafeltennisverenigingen of andere sportclubs. In Eijsden bevindt zich het zwembad De Treffer. De vele natuurgebieden in de gemeente nodigen uit tot wandelen en fietsen, wat velen ook doen.

### Verenigingsleven
In de meeste kernen van de gemeente zijn meerdere verenigingen actief, zoals sportclubs, harmonieën, fanfares, (kerkelijke) zangkoren en schutterijen. Veelal zijn ook meer folkloristische verbanden aanwezig, zoals carnavalsverenigingen (met veelzeggende namen als "De Schravelère" of "De Kwakvusj") en jonkheden, die onder meer de jaarlijkse festiviteiten rond het Bronkfeest organiseren; de Processie vormt een wezenlijk bestanddeel van dit feest. In sommige dorpen is er een Schutterij. In de qua inwonertal grootste kern (Eijsden) is er daarnaast nog een veelheid aan andere verenigingen.

## Politiek

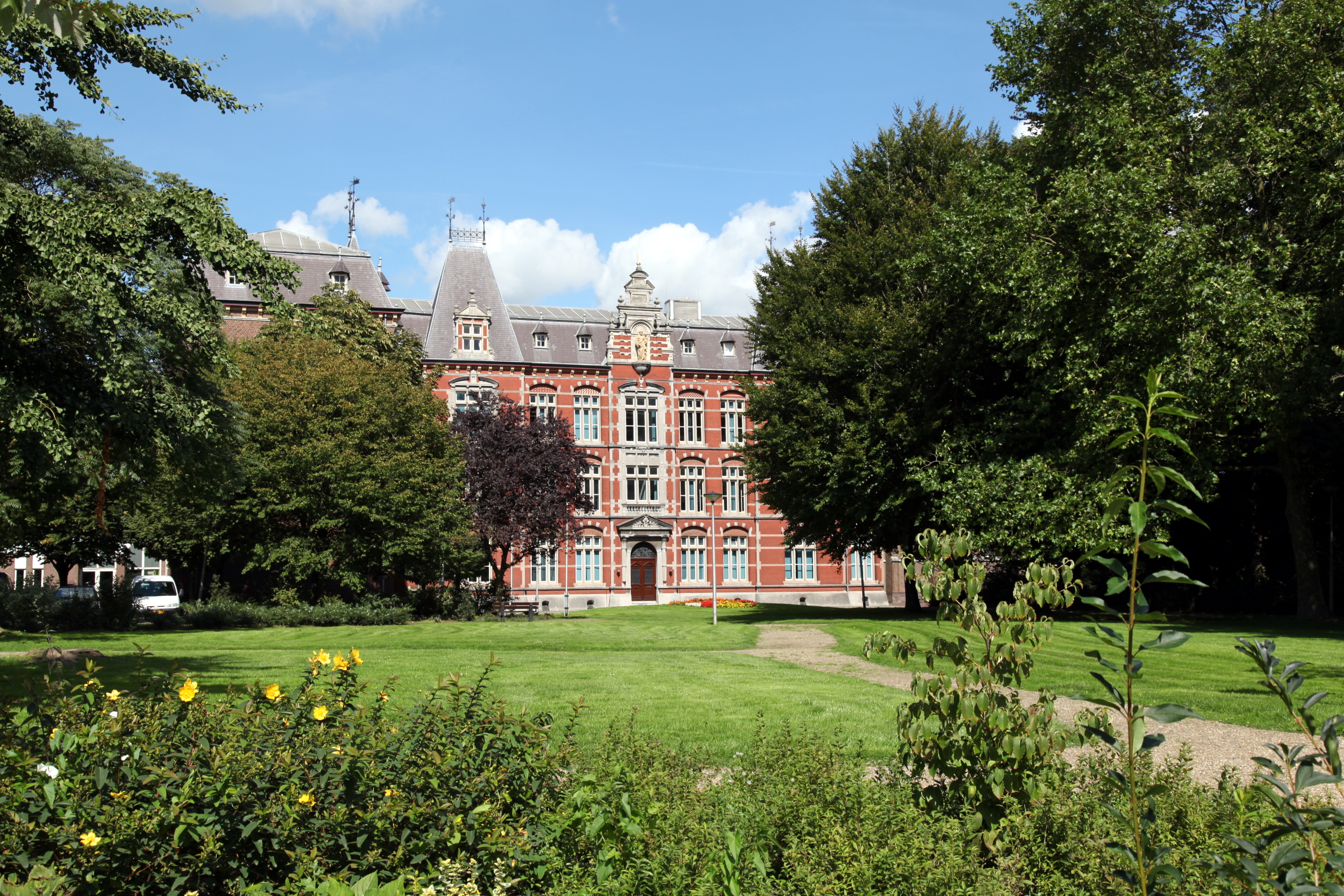
Tijdelijk gemeentehuis in Eijsden

De gemeente Eijsden-Margraten werd op 1 januari 2011 gevormd door het samengaan van de voormalige gemeente Eijsden en de gemeente Margraten. Na de fusie ontstond er discussie over de locatie van het gemeentehuis in de nieuwe fusiegemeente. De grootste plaats, Eijsden, tevens de plaats met de meeste voorzieningen, lag in de uiterste zuidwesthoek van de gemeente. Maar ook Margraten, het op een na grootste dorp, ligt enigszins perifeer in de noordoosthoek van de gemeente. Uiteindelijk viel de keuze toch op Margraten. Het nieuwe raadhuis aan het Amerikaplein kwam in 2013 gereed.

### Gemeenteraad
Op 24 november 2010 werden in Eijsden-Margraten, door de herindeling later dan in de rest van het land, gemeenteraadsverkiezingen gehouden. Bij deze verkiezingen waren in totaal 19 raadszetels te vergeven. Het CDA werd ruim de grootste partij met zeven zetels. Verder waren er drie partijen met drie zetels, te weten de lijstcombinatie PvdA-D66-GroenLinks, de lokale partijen verenigd in de PGE (Partij Groot Eijsden) en het SvM (Samenwerkingsverband Margraten). De VVD bemachtigde twee raadszetels. De lokale partij PLEM (Progressief Liberaal Eijsden Margraten) kwam met één zetel in de raad. Inmiddels heeft Peter Hendriks SVM verlaten en is overgestapt naar het CDA; Rob Hoenen is met zijn GroenLinks-fractie uit de lijstcombinatie met PvdA en D66 gestapt.
Op 19 maart 2014 vonden opnieuw gemeenteraadsverkiezingen plaats. Bij deze verkiezingen waren in totaal 21 zetels te vergeven. Opnieuw werd CDA ruim de grootste partij met acht zetels. Partij Groot Eijsden-Margraten werd de tweede grootste partij en grootste lokale partij qua stemmen, toch bleef deze partij op 3 zetels steken net als coalitiegenoot PvdA en de andere lokale partij SVM. De VVD heeft zich weten te handhaven op 2 zetels. Rob Hoenen (GroenLinks) en Franklin Boon (D66) hebben als onafhankelijken (na lijstcombinatie met PvdA tijdens de vorige raadsperiode) een zetel weten te bemachtigen. PLEM (Progressief Liberaal Eijsden Margraten) wist geen zetel te bemachtigen.
De verkiezingen op 21 maart 2018 resulteerden in opnieuw de grootste partij CDA met 8 zetels, de fusiepartij EML (PGE-M & SVM) kreeg 7 zetels in de raad en werd daarmee nagenoeg even groot, samen vormen ze de coalitie en leveren ze evenveel wethouders in het college van B&W. GroenLinks werd de verrassing van de verkiezingen en behaalde een winst van 1 naar 2 zetels. PvdA werd de grote verliezer en ging van 3 naar 1 zetel. D66 bleef op 1 zetel steken en de VVD won haar tweede zetel terug (Jack Lemerlijn stapte de afgelopen periode over van VVD naar CDA).
De verkiezingen in 2022 leverde de coalitie (CDA en EML) een verlies op van drie zetels. De partijen werden in aantal zetels (6) even groot. PRO kwam met het oorspronkelijke aantal zetels van GroenLinks, PvdA en D66 in de raad (4). Nieuwe partij ODE kwam met twee zetels in de raad, hiermee keerden twee afgesplitste raadsleden terug. VVD was de winnaar en steeg van twee naar drie zetels en neemt samen met CDA en EML deel aan de coalitie. Enkele maanden na de verkiezingen stapte raadslid Peter Hendriks van het CDA over naar de lokalen van EML.  
| Gemeenteraadszetels                    | Gemeenteraadszetels | Gemeenteraadszetels | Gemeenteraadszetels | Gemeenteraadszetels |
| Partij                                 | 2010                | 2014                | 2018                | 2022                |
| -------------------------------------- | ------------------- | ------------------- | ------------------- | ------------------- |
| CDA                                    | 7                   | 8                   | 8                   | 6                   |
| Eijsden-Margraten Lokaal               | -                   | -                   | 7**                 | 6                   |
| PROgressief Eijsden-Margraten          | 3***                | -                   | -                   | 4                   |
| VVD                                    | 2                   | 2                   | 2                   | 3                   |
| ODE                                    | -                   | -                   | -                   | 2                   |
| PGE-M (Partij Groot Eijsden-Margraten) | 3*                  | 3                   | -**                 | -                   |
| GroenLinks                             | -                   | 1                   | 2                   | -                   |
| PvdA                                   | -                   | 3                   | 1                   | -                   |
| D66                                    | -                   | 1                   | 1                   | -                   |
| SvM (samenwerkingsverband Margraten)   | 3                   | 3                   | -**                 | -                   |
| Progressief Liberaal Eijsden-Margraten | 1                   | -                   | -                   | -                   |
| Totaal                                 | 19                  | 21                  | 21                  | 21                  |
| Opkomst                                | 65,31%              |                     |                     |                     |

*: als Partij Groot Eijsden
**: Eijsden-Margraten Lokaal is een gezamenlijke lijst van Partij Groot Eijsden-Margraten en Samenwerkingsverband Margraten
***: als PvdA-D66-GroenLinks

### Burgemeester en wethouders
Het college van burgemeester en wethouders in Eijsden-Margraten bestaat uit de burgemeester en vijf wethouders. Jean Bronckers, sinds april 2009 waarnemend burgemeester van de voormalige gemeente Margraten, werd op 1 januari 2011 de eerste (waarnemend) burgemeester van de fusiegemeente. Later dat jaar werd Dieudonné Akkermans benoemd tot burgemeester van Eijsden-Margraten.
Na de eerste gemeenteraadsverkiezingen in de nieuwe gemeente werd op 29 november Ad Lutters aangesteld als informateur. De eerste coalitie werd gevormd door CDA (7 zetels), PvdA-D66-GroenLinks (3 zetels) en Partij Groot Eijsden (3 zetels). Van de 5 wethouders worden er thans 3 geleverd door de grootste partij, het CDA, te weten Jos Custers, Armand Opreij en Gerry Jacobs. De combinatie PvdA-D66 en de Partij Groot Eijsden (PGE) hebben ieder 1 wethouder, respectievelijk Jo Bisscheroux en John Willems. Tot de verkiezingen van 2018 bleef dit het college van Burgemeester en Wethouders.
Na de verkiezingen van maart 2018 werd een nieuwe coalitie gevormd tussen het CDA (8 zetels) en EML (7 zetels). Beiden leverden 2 wethouders: Jos Custers, Gerry Jacobs (CDA) en Chris Piatek, Wiel Dreessen (EML).
Op 20 april 2021 is burgemeester Dieudonné Akkermans opgestapt in het kielzog van de affaire rond oud-directeur Herman Vrehen van de stichting Instandhouding Kleine Landschapselementen (IKL). Vanaf 11 mei 2021 was Sjraar Cox waarnemend burgemeester van Eijsden-Margraten. Sinds 23 maart 2023 is Alain Krijnen burgemeester van Eijsden-Margraten.
Na de verkiezingen van maart 2022 werd aan de coalitie van CDA (6) en EML (6) VVD (3) toegevoegd. Er werden 5 wethouders benoemd: Jos Custers, Gerry Jacobs (CDA), Chris Piatek, Mark Gerritsen (EML) en Jan Weling (VVD).

## Bekende inwoners

### Geboren in de gemeente

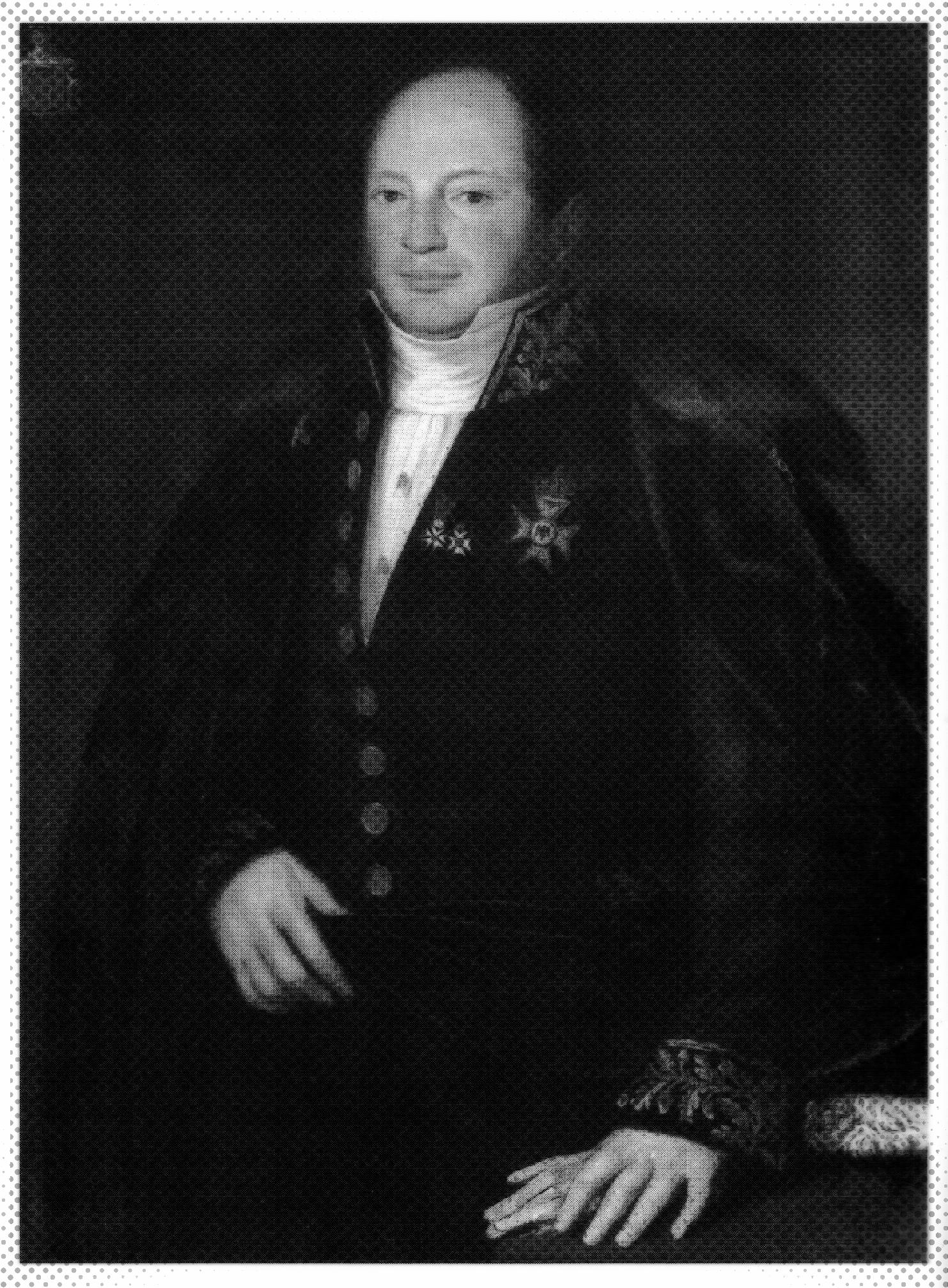
Frans de Loë (1789-1838)

- Jean Bessems (Cadier en Keer), biljarter
- Eugène Dubois (1858-1940), (Eijsden), arts en antropoloog
- Giel Haenen (1934-2024), (Eijsden), voetballer
- Mark Janssen (1974), illustrator
- Gied Jaspars (Gronsveld), televisiemaker
- Johannes Antonius Hubertus Jennissen (Eijsden), burgemeester van Gronsveld en later van Weerselo
- Pierre Lardinois (1924-1987), (Noorbeek), politicus
- Frans Charles Antoine baron de Loë (Mheer) - eerste gouverneur van Limburg (1830-1831).
- Edmond Assuerus de Loë (Mheer) - Pruisisch officier en Frans senator.
- Otto Napoleon de Loë (Mheer) - Burgemeester van Mheer (1852-1863 en 1876-1882).
- Mark Luijpers, voetballer - geboren te Cadier en Keer
- Jo Maas, (Eijsden), wielrenner
- Jef Pleumeekers, (Oost-Maarland), politicus
- Joseph Willigers (Gronsveld), missiebisschop
- Fons van Wissen, (Margraten), voetballer

### Overleden in de gemeente
- Galinka Ehrenfest (Gronsveld), illustrator van kinderboeken en schrijver
- Johannes Antonius Hubertus Jennissen (Gronsveld), burgemeester van Gronsveld en later van Weerselo
- Fernand Lodewick (Cadier en Keer), neerlandicus

### Woonachtig geweest in de gemeente
- Bertus de Rijk (1924-2012) - hoogleraar wijsbegeerte, Partij van de Arbeid